# 崩壊3rd
『崩壊3rd』（ほうかいサード、簡体字：崩坏3 / 英：Honkai Impact 3rd）は、COGNOSPHEREから配信されているAndroid/iOS/Windows(Steam、Google Play Games、HoYoPlay)/macOS用ゲームアプリ。開発は本社の中国miHoYo（上海米哈游网络科技股份有限公司）が行っている。Android/iOS用日本版は2017年2月16日に配信開始。Steam版は2021年10月21日に配信開始。なお、Steam版は他のプラットフォームと同じサーバーでプレイできるが、データ連携はできない。その後「HoYoverse通行証」を利用してデータ連携できる日本語PC版がWindows版Google Playストアで2022年7月8日に配信開始。その後、2024年7月25日には公式PC版クライアントが登場し、Ver7.8が配信された2024年10月17日には公式PC版クライアントのランチャーをHoYoPlayに切り替える更新が開始。2024年4月25日に配信されたVer.7.4ではAppleシリコンMac向けにMac App StoreでiOS版の崩壊3rdが利用可能になった。
キャッチフレーズは「立ち上がれ!美しい世界を守るために」。

## 概要
同社の『崩壊学園』のパラレルワールドのような舞台になっており、世界観は完全に同じではないが共通している。
共に物語冒頭で主人公キアナの住む長空市（ちょうくうし）に大規模な「崩壊現象」が発生するが、『崩壊学園』ではキアナの通う千羽学園から物語が進行するのに対し、『崩壊3rd』ではキアナ、芽衣、ブローニャが出会った後、第三律者によって長空市が壊滅し、天命組織の戦艦ハイペリオン号に助けられ、対崩壊戦士の「戦乙女(ヴァルキリー)」を育成している聖フレイヤ学園に入学したところから進行する。
「3rd」の由来は、中国で配信された『崩坏学园』がブラッシュアップと世界展開にあたり『崩坏学园2』（日本版『崩壊学園』）に置き換えられ、本作が3作目になるためである。ゲーム性もそれまでの横スクロール型アクションゲームから3Dアクションゲームになっている。
2023年9月22日、TOKYO GAME SHOW 2023にて崩壊3rd第二部のPVが公開された。第二部の舞台は火星。主要キャラ、システム、UIなどが一新されることが伝えられた。2023年12月7日のVer.7.1のアップデートにてUIの変更のみ一足早く行われており、その段階で第二部の事前登録者は1000万人を超えていた。2024年2月29日にVer.7.3にて予定通りの変更が加えられた。

## ストーリー
かつて人類の文明を幾度となく葬ってきた未知の力「崩壊」が今再びこの平和な世界に降臨した。
B.C.2000年頃、天変地異によって突如崩壊した人類の文明。その後も周期的な氾濫により、人々は文明を築いては崩壊するという歴史を繰り返し歩んできた。長きに渡る「崩壊」との戦いは大地を疲弊させ、変異した「崩壊獣」が世界各地に現れ始めた。生き残った人々は、滅亡を回避するための方法を探ろうと、「天命組織」を設立した。その結果、生物の変異から消滅に至る「崩壊現象」と、対抗する力を備えた「聖痕」の存在が確認された。
3年前、「第3次崩壊インパクト」と呼ばれる、崩壊史上最大級の災厄がキアナ・カスラナの住んでいる極東の地である長空市に降りかかった。崩壊と深い因縁があるカスラナ家の血を引くキアナは感染を免れたが、被害は甚大で、人々の心に大きな傷を残すこととなった。
嘗ての戦いで母を亡くし、父にも失踪されたキアナは、「崩壊」に立ち向かうことを決意し、対崩壊実戦チーム「ヴァルキリー部隊」の戦艦・ハイペリオン号に乗り込んだ。美しい世界を守るために。

## ゲームシステム

### 戦闘
画面上の仮想ゲームパッドを用い、3Dキャラクターを移動させ戦闘を行う。PC版の場合コントローラーまたはマウスとキーボードを使用してプレイする。ver.7.3より操作面が大幅改善されマウスとキーボードによる操作が可能になった。
極限回避
本作の特徴は攻撃ボタンのほかに回避ボタンが存在し、敵の攻撃直前に回避を行うと各キャラクターの特殊な効果が発揮される点である（極限回避）。タイミングよく回避を行うことで、反撃の糸口を掴んだり、後述するQTEシステムの起動条件を満たし強力な技を発動させることができる。ただし極限回避にはクールタイムがあるため連続使用は不可能といった制約がある。
EP
通常攻撃が敵に当たるとEPと呼ばれるゲージが蓄積し、一定以上のEPを消費することで武器スキルや必殺技を発動させることができる。ほか、キャラクターによっては独自のゲージを所持し、チャージ攻撃などで消費することで強力な技を使用したり、特殊な強化形態となることができる。また、一部キャラクターにはQTE発動時にEPが十分に溜まっているときにキャラクターチェンジをせずに発動する。
必殺技
キャラクターごとに必殺技があり、必殺技ボタンを押しEPを消費することで発動できる。
HP
敵の攻撃によりHPが0になると戦闘不能となり、当該キャラクターをクエスト内で使用できなくなる。
QTE
敵に特殊状態を付与するなどの条件を満たした状態でキャラクターチェンジを行うことで、強力な技を発動させることができる。また、キャラクターによってはキャラクターチェンジを行われずに、QTEを発動するキャラクターがいる（諸葛孔明、ハッカーバニーなど）。
協力クエストでは仲間が条件を満たした状態で出現する、自分のキャラクターのボタンを押すことで発動可能。
相性
味方、敵共に「生物」「異能」「機械」の3属性に分類される。生物＞異能、異能＞機械、機械＞生物という3すくみの構造となっており、与ダメージと被ダメージ双方に影響する。稀に属性を持たない敵が存在する。
新たな属性として「量子」がVer3.2より追加された。同属性に対し与ダメージが上がる。
Ver.4.9より新たに「虚数」属性が追加。虚数属性に対して与ダメージが上がる。また、虚数が追加されたことにより量子と虚数は相性関係になり、お互いに与ダメージが軽減される。
Ver.7.1より新たに「星屑」属性が追加。同属性に与ダメージが上がる。また、他属性の敵に対しては等倍でダメージを与えることができる。
敵の属性は敵HPゲージ横の表示ほか、以下のように見分けることができる。
「生物」：人型の敵であるゾンビ。カラーモチーフは橙色。
「異能」：異形の怪物である崩壊獣。カラーモチーフは桃色。
「機械」：ネゲントロピーや天命が駆る機甲。カラーモチーフは青色。
「量子」：量子の海に存在する異形怪物。カラーモチーフは藍色。
「虚数」：虚数の使者などの存在。カラーモチーフは黄色。
「星屑」：カラーモチーフは肌色。
アストラルリング
Ver7.3より追加されたキャラクターが持つ機能。コネクターを編成することが可能となり、起動することで、戦闘中に様々な恩恵を得ることができる。

### 出撃
「シングルクエスト」と「協力クエスト」の2つに大別される。Ver.7.3より「協力プレイ」は廃止された。
シングルクエスト
ソロプレイモード。自分の手持ちの中から3体のキャラクターを選び出撃する。戦友を追加で選択すると、戦友のキャラクターのチームスキルを使用できるほか、ボス戦にて助っ人として戦闘に加わる。なお、メインストーリーでは途中から使用できる戦乙女が用意されており、所持している戦乙女を使用することはできない。
協力クエスト（Ver7.3廃止）
かつて存在したマルチプレイモード。自分の手持ちの中から1体のキャラクターを選んだ上で、最大3人のプレイヤーで共闘する。キャラクターは重複不可。
ウォーフロンティア（Ver.7.3より）
協力プレイに変わるモード。協力プレイでしか手に入れることができなかった武器などが手に入る。

### 戦乙女（ヴァルキリー）
本作のプレイアブルキャラクター。各戦乙女ごとに属性・スキルが異なる数種類のバトルスーツが存在し、それぞれ別のキャラクターとして扱われる。
補給（本作のガチャ）でキャラカードを入手するほか、クエストでドロップ・ショップで購入するキャラの欠片を入手することで開放することができる。キャラカードを入手した状態でキャラの欠片を集めると、レア度が上がりステータスが上昇、キャラクターごとの新スキルも開放される。
キャラクターのレベルはクエスト出撃や経験値アイテム使用で上昇し、ステータス強化やスキル上限解放を行うことができるが、キャラクターのレベルは艦長レベルを超えることはできない。ただし上限は80レベルである。
霊魂覚醒
キャラクターによっては他キャラクターとレベル・一部スキルを共有するものがある。通常クエストで同時出撃不可であるという制約がある。
武器
各戦乙女ごとに装備できる武器の種類が異なる。武器はそれぞれ武器スキルを所持し、中にはEP消費で使用することができるものもある。武器はクエストドロップやショップ、補給で獲得可能である。一部武器は「神の鍵」と呼ばれ、アイテム消費で特殊スキルを一定時間使用できる。
聖痕
各キャラクターごとに3つ（Top/Center/Bottomでそれぞれ一つずつ）聖痕と呼ばれるアイテムを装備することができる。聖痕はステータスを上昇させると同時に、各聖痕ごとの独自の「聖痕スキル」をキャラクターに付与する。同一セットの聖痕を装備することにより、「セットスキル」が発動するものもある。また、入手後の「鑑定」でランダムで追加スキルを獲得する。この追加スキルはアイテム使用でランダムに選び直しが可能。
スキル
キャラクターごとの独自のスキルが存在し、コインを使用し強化することができる。

### 武装人形
Ver3.0より追加された戦乙女をサポートするキャラクター。

### コネクター
Ver7.3より追加された戦乙女をサポートするキャラクター。Ver7.3より追加されたアストラルリングを持っているキャラクターをリーダーとして編成することでチーム内にコネクターを編成することが可能となる。コネクターまたは武装人形のどちらか一方のみ編成可能。また、一部キャラクターはこのバージョン以降に追加された新たな固有武器を装着することにより、コネクターを編成可能になる。キアナの「永遠の月」やエリシアの「無瑕の眷想・冊授」がその例に挙げられる。さらに、それらの武器はコネクターを装着できるようにするだけでなく、新たな必殺技やモーションなども用意されている。

### オープンワールド
桜の輪廻
Ver.1.4より追加された。
HOYOVERSE初のオープンワールドコンテンツ。八重桜を主軸として物語が展開されていく。
天命本部
Ver.2.5より追加された。
桜の輪廻との繋がりはない。
後崩壊書
Ver.3.8より追加された。
崩壊が地球から消えてから8年後の世界を描いた物語。本編に登場した一部のキャラが成長した姿で登場する。
後崩壊書2
Ver.5.4より追加された。
後崩壊書の続編。

## 登場人物

### 第一部
第一部と第二部に分けているが、第一部キャラは第二部でも登場し、新装甲も追加されている。

#### 戦乙女（ヴァルキリー）
キアナ・カスラナ(K-423)
声 - 釘宮理恵
- 年齢：16歳 / 身長：163cm / 体重：49kg / 3サイズ：84-59-86cm / 生年月日：1998年12月7日 / 出身地：不明 / 武器：双銃
- バトルスーツ：領域装・白練（B） / 戦乙女・遊侠（A）［増幅コア-天穹遊侠］ / 聖女祈祷（A） / 白騎士・月光（S） / 空の律者（S） / 薪炎の律者（S）/終焉の律者（S)/ドン！烈火の願い星(S)

本作の主人公。カスラナ家第69代目の伝承者。双銃を用いたカスラナ家のガン=カタで戦う。
謎の声
声 - 丹下桜
あるきっかけによってキアナの脳内で目覚める謎のキャラクター。その正体は第二律者である空の律者・シーリン。
雷電 芽衣（らいでん めい）
声 - 沢城みゆき
- 年齢：17歳 / 身長：172cm / 体重：50kg / 3サイズ：89-62-90cm / 生年月日：1997年4月13日 / 出身地：極東 / 武器：太刀
- バトルスーツ：雷脈装・緋紅（B） / 戦乙女・強襲（A）［増幅コア-払暁強襲］ / 影舞衝撃（A）［増幅コア-断罪影舞］ / 雷電女王の鬼鎧（S） / 雷の律者（S）/起源の律者（S）

Massive Electric（ME社）の元社長である雷電龍馬の一人娘。父が違法取引調査で実刑を受け財産の殆どを凍結される。それ以来ひねくれた性格になってしまうが、キアナ達との出会いで凍り付いた心は少しずつ溶けていった。身体にシーリンの欠片を埋め込まれており、長空市で第三次崩壊発した際に第三律者である雷の律者として覚醒しかけた。
ブローニャ・ザイチク
声 - 阿澄佳奈
- 年齢：14歳 / 身長：147cm（重装ウサギ19c除く） / 体重：40kg（重装ウサギ19c除く） / 3サイズ：74-55-76cm / 誕生日：2000年8月18日 / 出身地：シベリア / 武器：重砲
- バトルスーツ：戦乙女・戦車（B） / 駆動装・山吹（A）［増幅コア-彗星駆動］ / 雪地狙撃（A） / 次元限界突破（S） / 異境・黒核侵食（S） / 銀狼の黎明（A） / 理の律者（S） / SP-ハッカー・バニー（A） / 新生の銀翼（S）/ 真理の律者（S）

ME社の現社長カカリアの養女。ネゲントロピーの革新派であるカカリアが行っていた、崩壊エネルギーに完全に適応する新人類を作り出すための実験「X-10実験」の被験者。芽衣を「芽衣姉様」と慕いよく懐いているが、キアナに対しては割と辛辣でレーザーで攻撃しようとすることもある。ちなみにロシア語でブローニャ（броня）は「装甲、（転じて、安全の為の）留保」、ザイチク（зайчик）は「ウサちゃん、（転じて）愛しの君、光線の反射」を意味し、いずれも彼女の特性を示したものになっている。
無量塔 姫子（むらた ひめこ）
声 - 田中理恵
- 年齢：27歳 / 身長：167cm / 体重：65kg / 3サイズ：94-61-92cm / 誕生日：6月11日 / 出身地：極東 / 武器：大剣
- バトルスーツ：戦場疾風（B） / 核融装・深紅（A） / 戦乙女・凱旋（A） / 極地の戦刃（A） / 血染の薔薇（S） / 真紅の騎士・月蝕（S）

戦艦ハイペリオン号の元艦長。聖フレイヤ学園対崩壊作戦部隊ヴァルキリ隊第5小隊前線最高指揮官。姉御肌だが酒好きでもあり、酔うとキアナに夜這いをする癖がある。
八重 桜（やえ さくら）
声 - 佐倉綾音
- 年齢：不明 / 身長：194cm（耳を含む） / 体重：56kg / 3サイズ：不明 / 誕生日：7月22日 / 出身地：極東 / 武器：太刀
- バトルスーツ：逆神の巫女（A） / 御神装・勿忘（S） / 真炎幸魂（A） / SP-夜隠ノ霞（A）

500年前の八重村の巫女。ゲーム内では霊魂覚醒により芽衣の身体を借りて現世に蘇る。
「霊魂覚醒キャラ」という特殊なシステムのキャラクターとして設定されており、バトルスーツも生物タイプである「逆神の巫女」と機械タイプの「御神装・勿忘」に加え、2017年11月15日のアップデートにて「真炎幸魂」が追加された。
緋玉丸
声 - 井澤詩織

テレサ・アポカリプス
声 - 田村ゆかり
- 年齢：ヒ・ミ・ツ（45歳）/ 身長：145cm / 体重：38kg / 3サイズ：70-58-73 / 誕生日：3月28日 / 出身地：ヨーロッパ / 武器：十字架
- バトルスーツ：戦乙女・誓約（A） / 処刑装・紫苑（S）［増幅コア-暮光騎士・月煌］ / 桜火輪舞曲（A） / 神恩頌歌（S） / 月下の抱擁（A） / SP-諸葛孔明・星詠の朔夜（A)/月下の誓い・真紅の愛(S)/エンゲージワーカー(S)

聖フレイヤ学園の創設者にして学園長で、自分や他人の命を大切にする戦乙女に育ってほしいという願いから同校を設立した。天命大主教オットー・アポカリプスに孫娘として育てられ、天命極東支部の指揮官長を任されている。見た目は12歳の少女。しかし、実際はオットーがカレン・カスラナを復活させようとしたクローンのひとり。
カレン・カスラナ
声 - 水樹奈々
- 年齢：24歳 / 身長：170cm / 体重：54kg / 3サイズ：90-62-94cm / 誕生日：不明 / 出身地：ヨーロッパ / 武器：拳銃・十字架
- バトルスーツ：聖儀装・今様（A） / 黒羽の夜想曲（S） / 原罪の狩人（A）

崩壊から民を守るため政治婚約を破棄し、天命から逃げ出したキアナの先祖。重傷を負い、八重村に辿り着く。幼少期はオットーと共に過ごし、彼の発明を評価したよき理解者。
フカ
声 - 高山みなみ
- 年齢：不明 / 身長：165cm / 体重：53kg / 3サイズ：84-64-90cm / 誕生日：2月9日 / 出身地：不明 / 武器：腕甲
- バトルスーツ：戦乙女・迅羽（A）［増幅コア-霧の都の異邦人］ / 影騎士・月輪（S） / 熾鳶（S） / 白夜の使者（A） / 雲墨丹心（S） / 識の律者（S） / 浮世。渡世の羽（S）

聖フレイヤ学園においてキアナたちのクラスで委員長を務める一年生初のA級戦乙女。武術に長けており、かつ博識で成績優秀、任務も完璧に遂行する優等生だが、その素性は一切の謎に包まれている。オットー大主教と繋がりがある。

#### 天命組織
オットー・アポカリプス
声 - 石田彰、緒方恵美(少年時代)
天命御三家、アポカリプス一族の当主。天命の大主教。
セシリア・シャニアテ
声 - 小林ゆう
天命御三家、シャニアテ一族の聖女。ジークフリート・カスラナの妻であり、キアナの母親にあたる。
14年前に天命最強の戦乙女と称され、当時では唯一のS級戦乙女だった。2000年のシベリアで発生した第二次崩壊戦争の時、律者討伐作戦中に亡くなった。
ジークフリート・カスラナ
声 - 関智一
数々の英才を生み出すカスラナ家の中で、200年に一人の天才と呼ばれている。
神に恵まれているかのように何をしても成功を収めていたが、1ヶ月に1人という速さで彼女を変えていた過去を持つ。
ウェンディ
声 - 前川涼子
天命オセアニア支部のA級戦乙女。潜在能力が高く世界で4人目のS級を期待されていた。後にデザイアジェムにより第四律者である風の律者として覚醒した。
AIちゃん（Ai Hyperion）
声 - 堀江由衣
- バトルスーツ：SP-クロノストラベラー（A）

ハイペリオン号の戦艦AI。新人の招集と訓練、戦艦のメンテナンスと指揮支援、補給品の管理、データ分析およびその他の運用業務を担当。
ver6.2にてプレイアブルキャラクター化。
リタ・ロスヴァイセ
声 - 悠木碧
- 年齢：21歳 / 身長：168cm / 体重：56kg / 3サイズ：92-61-92cm / 生年月日：1995年3月1日 / 出身地：イギリス / 武器：大鎌
- バトルスーツ：暗黒の薔薇（A） / 追走装・影鉄（A） / 蒼騎士・月魂（S） / ロストローズマリー（S） / 繚乱のスタースピーナ（S）

天命戦乙女精鋭部隊「不朽なる剣」副隊長のS級戦乙女。天命のメイド。大主教オットーに忠実に仕え、彼の計画をサポートする。
ver2.7にてプレイアブルキャラクター化。
デュランダル
声 - 能登麻美子
- 年齢：16歳 / 身長：165cm / 体重：54kg / 3サイズ：88-59-89cm / 生年月日：2000年1月1日 / 出身地：不明 / 武器：ランス
- バトルスーツ：戦乙女・栄光（A） / 輝騎士・月魄（S） / 不滅のスターアンカー（S） / 天元のパラディン（S）/天光の先駆者(S)

本名：ビアンカ・アタジナ。天命戦乙女精鋭部隊「不朽なる剣」隊長にして、現在最強のS級戦乙女。武器は槍。セシリアが使用していた神の鍵「黒淵白花」を継承した。
ジークフリート・カスラナとセシリア・シャニアテの実子で、幼少期に行方不明となり病に侵されるがオットー大主教の手により回復する。しかし、その時の薬の後遺症で記憶をなくしてしまう。ビアンカ・アタジナという名は、オットーが付けた名前である。
Ver.3.8にてプレイアブルキャラクター化。
アルヴィトル
声 - 市ノ瀬加那
天命戦乙女第3小隊技術員。本人曰く小隊内では「便利屋のような人」と評判。
スーサナ
声 - 廣瀬千夏
- 年齢：不明 / 身長：158cm / 体重：50.3kg / 3サイズ：不明 / 生年月日：11月29日 / 出身地：西アジア / 武器：チャクラム
- バトルスーツ：SP-戦乙女・熱砂（A）

天命B級戦乙女。リンシャ小隊所属だったが、実力が認められ不朽なる刃所属になった。やや天然なところがある。
Ver.6.5にてプレイアブルキャラクター化。
アナ・シャニアテ
声 - 豊崎愛生
- 年齢：18歳 / 身長：166cm / 体重：51kg

天命A級戦乙女、雪蓮小隊隊長、珊瑚島エリアでの駐屯を担当し、豊富な作戦経験を持っている。
長光
声 - 長谷川玲奈
原名はエリザベス・マクスミス。天命の長光研究所の所長を担当しているため、戦乙女たちに「長光」と呼ばれている。
琥珀
声 - 田村ゆかり
天命大主教の秘書官。カレンのクローン実験体A-303。
羅威
声 -
読みは「ロウイ」。天命スタッフ。娘がいる。

#### ネゲントロピー
リーゼル・アルベルト・アインシュタイン
声 - 斎賀みつき
科学者。青い髪の理知的で落ち着いた少女。
フレデリカ・ニコラ・テスラ
声 - 竹達彩奈
科学者。赤い髪の少女で、乱暴な物言いが目立つが根は優しい。
プランク　
声 - 千葉泉
ネゲントロピー北米支部の創設者。
シュレーディンガー
声 - 潘めぐみ
科学者。ネゲントロピー北米支部の中心メンバー。
エジソン
科学者。ネゲントロピー北米支部の中心メンバー。
ヴェルト（初代）
ネゲントロピー創立の理由となった青年。「第一律者」。現在のネゲントロピー盟主のヴェルトは彼の律者コアを受け継いだ別人である。
また、カカリアによって造られたクローンが複数存在し、性格は初代ヴェルト本人とは大きく異なる。
ヴェルト（二代目）
声 - 細谷佳正 幼少期 - 伊瀬茉莉也
初代ヴェルトから第一律者の力を受け継いだ青年。第二次崩壊ではジークフリートと協力し第二律者と戦った。海淵城での実験がきっかけで、量子の海へと行方不明になってしまう。次回作『崩壊：スターレイル』にもメインキャラクターとして登場する。
カカリア
声 - 加藤美佐
ブローニャの育ての親であり、元特殊部隊の大尉。ネゲントロピーの一員であり、現在はME社の社長も務める。革新派であり、自身の運営する孤児院の子供たちに対し、崩壊エネルギーに適応した新人類を誕生させる「X-10実験」を行った。

#### カカリア孤児院
ゼーレ・フェレライ
声 - 中原麻衣
- 年齢：14歳 / 身長：149cm（X-10実験前） / 体重：43kg（X-10実験前） / 3サイズ：74-56-78cm（X-10実験前） / 生年月日：1995年10月18日 / 出身地：エストニア共和国 / 武器：大鎌
- バトルスーツ：幻海の蝶（A） / 双生の彼岸花（S） / 星淵のニュクス（S） / 死生の律者（S）

カカリア孤児院で育った穏やかな少女。ブローニャのことを「お姉ちゃん」と呼び慕っていた。生まれながら聖痕をその身に宿しており、聖痕の力を発揮すると打って変わって残忍な性格になる。X-10実験にて量子化・現実世界から消滅し、その後は量子の海の中に閉じ込められていた。量子の海の中では自我が消えないように日記を書き続け、脱出するチャンスを探っていた。
Ver.3.2でプレイアブルキャラクター化。
ロザリア・アリーン
声 - 古賀葵
- 年齢：秘密 / 身長：149cm（角除く） / 体重：ないしょ / 3サイズ：72-53-75cm / 誕生日：不明 / 出身地：シベリア / 武器：大剣
- バトルスーツ：ストロベリーボム（S）［増幅コア-フィーバーブルースΔ］

カカリア孤児院出身の双子の姉。明るく猪突猛進な性格。妹リリアと共に超人気（自称）子役コンビ「ウォッカガールズ」を結成したが、今まで出演したステージはカカリア孤児院で一回のみである。リリアと共に不思議な医者による「治療」を受け戦う力を得た。
Ver.3.1でプレイアブルキャラクター化。
リリア・アリーン
声 - 芹澤優
- 年齢：秘密 / 身長：149cm（角除く） / 体重：ロザリアより1kg軽い / 3サイズ：72-53-75cm / 誕生日：不明 / 出身地：シベリア / 武器：大剣
- バトルスーツ：ブルーベリーブリッツ（A）

カカリア孤児院出身の双子の妹。落ち着いた性格で、姉の行動に時折毒を吐く。姉と共に「ウォッカガールズ」を結成している。病弱であったが、ロザリアと同じ「治療」を受け身体状態は改善した。ただしロザリアと比べると「治療」は不十分で、夜7時になると眠くなってしまう。
Ver.3.1でプレイアブルキャラクター化。
シン・マール
声 - 上坂すみれ
カカリア孤児院出身で、現在はカカリアの忠実な部下。プライドが高く嫉妬深い性格であり、特にブローニャには敵愾心をむき出しにする。本来X-10実験に参加するのは彼女だったが、ブローニャに怪我を負わせたことに対するゼーレ（裏人格）の復讐により心身ともに傷つき、参加を見送られた。外伝「蚩尤編」に登場。

#### ヨルムンガンド
ケビン・カスラナ
声 - 日野聡
ヨルムンガンドの尊主。
灰蛇
声 - 粟津貴嗣
ヨルムンガンドに所属する神出鬼没の情報屋。「蛇」を崇拝している。
ジャッカル
声 - 中村千絵
ヨルムンガンドの研究者。長きにわたり崩壊獣とゾンビのメカニズムを研究し、合成怪物を大量に作り出した。名前はクリオ。
ワタリガラス
声 - 小林沙苗
- 年齢： / 身長：167cm / 体重：55kg / 3サイズ： / 誕生日：6月19日 / 出身地：シベリア / 武器：弓
- バトルスーツ：夜籠りのアブサン（A）

祖国のため、ヨルムンガンドに加入した傭兵。名前はナターシャ・キオラ。
「崩壊」とは何かを知らなかった頃、少女の人生は災害により一変してしまった。蛇の使者は窮地に立たされた彼女を影に導き、そして「ワタリガラス」というもう一つの名を与えた。
過去にはヨルムンガンドを離れ自分の道を歩んだこともあったが、最後には幹部として再び蛇の一員となった。
Ver.5.2でプレイアブルキャラクター化。
フクロウ
声 - 保志総一朗
- 年齢：19歳 / 身長：173cm

無気力なヨルムンガンドの幹部、傭兵出身だったため、サバイバル能力はかなり高い。名前は陳天武。
ミステル・シャニアテ
声 - 小林ゆう
- 年齢： / 身長：169cm / 体重：5500kg / 3サイズ：不明 / 誕生日：不明/ 出身地：聖痕空間 / 武器：ジャベリン
- バトルスーツ：羽夢のクローソー（S）

ヨルムンガンドの幹部。シャニアテ聖痕の結晶、聖痕生命体である。
Ver.6.6でプレイアブルキャラクター化。

#### 太虚山
精衛仙人
声 - 高山みなみ
太虚剣派の創始者。太虚剣気には五蘊があり心、形、意、魂、神に分類される。
7人の弟子がいる。
林朝雨
声 - 折笠富美子
「リンチョウウ」。太虚山の守護者。
蘇湄
「スウメイ」。精衛の二番弟子。
江婉兮
「ゴウエンケイ」。双子の姉、三番弟子。
江婉如
「ゴウエンニョ」。双子の妹、四番弟子。
凌霜
「リョウソウ」。五番弟子。
馬彦卿
「バゲンキョウ」。六番弟子。
秦素衣
「シンスイ」。七番弟子。
李素裳
声 - 福圓美里
- 年齢： / 身長：150cm / 体重：45kg / 3サイズ： / 誕生日：4月3日 / 出身地： / 武器：腕甲
- バトルスーツ：玉騎士・月痕（S）/風来義侠(S)

「リ・スショウ」。七番弟子「秦素衣」の一人娘。明るくて元気が溢れる性格の持ち主。長い眠りから目覚め天命のS級戦乙女になった。
Ver.6.1でプレイアブルキャラクター化。

#### 火を追う蛾(世界の泡)
プロメテウス
声 - 阿澄佳奈
- 年齢： / 身長：147cm / 体重：搭載モジュール次第 / 3サイズ： / 誕生日：不明 / 出身地： / 武器：腕甲
- バトルスーツ：ターミナルエイド0017（A）

メイ博士の助手。性別は女となっているがこれはメイ博士が定めたものである。
Ver.6.6からプレイアブル化。

#### 前文明
ケビン・カスラナ
声 - 日野聡
カスラナ家の祖にして前文明の生き残り。「火を追う蛾」の一員であり崩壊獣「パールヴァティー」のDNAとの融合戦士。世界が崩壊する様を己の目で見たことから、人類救済について並々ならぬ執着を持っており、律者を屠りつくすことに徹底している。
火を追う十三英傑第一位、「救世」の銘を持つ戦士。
華
声 - 高山みなみ
「ふあ」。フカの前文明での呼び名。崩壊に巻き込まれ天涯孤独のところをHimekoに拾われた。「火を追う蛾」の一員であり崩壊獣「迦楼羅」のDNAとの融合戦士。女力、伏義と共に今文明に降り立ったが、彼女らの死後は孤独と共に歩んできた。
火を追う十三英傑第十二位、「浮生」の銘を持つ若き戦士。
女カ
声 - 麻倉もも
「じょか」。前文明より生存し、今文明での神話を作った少女。マンガやアニメが好きで、フィギュアを作ることが趣味。伏羲の双子の妹でカラーは赤と黒。
伏義
声 - 麻倉もも
「ふっき」。前文明の生存者のひとり。女カとは瓜二つ。双子の姉でありカラーは青と白。
エリシア
声 - 井上麻里奈
- 年齢： / 身長：163cm / 体重：54.8kg(四捨五入禁止) / 3サイズ： / 生年月日：11月11日 / 出身地： / 武器：弓
- バトルスーツ：ピンクの妖精さん♪（S） / 真我・人の律者（S）

火を追う十三英傑第二位、ヨルムンガンドの副首領。気まぐれで自由奔放な性格の持ち主。
Ver.5.1でプレイアブルキャラクター化。
エデン
声 - 木村珠莉
- 年齢： / 身長：174cm / 体重：58kg / 3サイズ： / 誕生日：10月31日 / 出身地：ムー / 武器：双銃
- バトルスーツ：SP-黄金・光耀の歌（A）

火を追う十三英傑第四位、「黄金」の銘を持つ前文明のスーパースター。貴族のような優雅さがある。
Ver.5.7でプレイアブルキャラクター化。
千劫
声 - 小林裕介
火を追う十三英傑第六位、「鏖滅」の銘を持つ戦士。常に漆黒の仮面を被っている。
スウ
声 - 櫻井孝宏
火を追う十三英傑第七位、「天慧」の銘を持つ医師。感性的で善良な心の持ち主、いつも目を瞑っている。
メビウス
声 - 大久保瑠美
- 年齢： / 身長：173cm / 体重：54.7kg / 3サイズ： / 誕生日：4月30日 / 出身地： / 武器：十字架
- バトルスーツ：無限・蝕世の蛇（S）

火を追う十三英傑第十位、「無限」の銘を持つ科学者。蛇のような目を持つ悪戯好きな女の子、実験のために手段を選ばない。
Ver.5.2でプレイアブルキャラクター化。
サクラ
声 - 佐倉綾音
火を追う十三英傑第八位、「刹那」の銘を持つ剣士。その剣術はまるで芸術のように、たった一瞬で敵を制圧できる。彼女が戦った場所には、よく「勿忘草」という花が残されるらしい。
パルドフェリス
声 - 山本希望
- 年齢： / 身長：164cm / 体重：50kg / 3サイズ： / 誕生日：7月11日 / 出身地：黄昏の街 / 武器：チャクラム
- バトルスーツ：SP-空夢・掠集の獣（A）

火を追う十三英傑の十三位、「空夢」の銘を持つ楽園商店の店主。楽観的で誰とも馴染みやすい。キラキラしたものに目がない。
Ver.5.6でプレイアブルキャラクター化。
アポニア
声 - 白石晴香
- 年齢： / 身長：175cm / 体重：60kg / 3サイズ： / 誕生日：5月25日 / 出身地： / 武器：チャクラム
- バトルスーツ：戒律・深罪の檻（S）

火を追う十三英傑第三位、「戒律」の銘を持つ精神型戦士。優しくて大人しい女性、常に同情と憐れみの心を持っている。
Ver.5.7でプレイアブルキャラクター化。
ヴィルヴィ
声 - 金元寿子
- 年齢： / 身長：166cm / 体重：56kg / 3サイズ： / 誕生日：5月5日 / 出身地： / 武器：重砲
- バトルスーツ：螺旋・愚戯の匣（S）

火を追う十三英傑第五位、「螺旋」の銘を持つ天才技師。情熱的で明るい。よく自分のことを「魔術師」と称する。
Ver.5.9でプレイアブルキャラクター化。
コズマ
声 - 小林千晃
火を追う十三英傑第九位、「旭光」の銘を持つ少年。クールで距離感があるように見えるが、実はヒーローに憧れる優しい少年。
グレーシュ
声 - 木野日菜
- 年齢： / 身長：145cm / 体重：39kg / 3サイズ： / 誕生日：12月21日 / 出身地：ムー / 武器：十字架
- バトルスーツ：SP-群星・絵世の巻（A）　/ SP-宙旅・絵星の巻（A）

火を追う十三英傑第十一位、「群星」の銘を持つ小さな画家。単純でピュアな女の子。絵の才能があり、よく一人で絵を描いている。
Ver.5.8でプレイアブルキャラクター化。

#### シュガーズ
時雨綺羅
声 - 木戸衣吹
- 年齢： / 身長：162cm / 体重：47.5kg / 3サイズ： / 誕生日：9月8日 / 出身地：極東 / 武器：双銃
- バトルスーツ：SP-スターリーシュガー（A）

かつてセシリアが率いていた「雪狼小隊」の生き残り。「浮遊の紅炎」の異名を持つ。
Ver6.7でプレイアブルキャラクター化

### 第二部(火星)
夢追い人（プレイヤー入力）
声 - 戸谷菊之介(男)/中島由貴(女)
火星の世界の泡・甌夏市の住人。
Ver.7.3よりコネクターとして実装。第二部主人公。
セナディア
声 - 鈴木みのり
- 年齢： / 身長：165cm / 体重：53kg / 3サイズ： / 誕生日： / 出身地： / 武器：ヨーヨー
- バトルスーツ：スペースアンカー・曙光（S）

過去が謎に包まれている。明るく前向きな少女。データの海から生まれた存在であり夢追い人が初めて出会った冒険仲間。モーションはヨーヨー世界チャンピオンである高田柊が担当している。
Ver.7.3よりプレイアブルキャラクター化。第二部メインキャラクター。
エルデシュ・ヘリア
声 - 近藤唯
- 年齢： / 身長：168cm / 体重：55kg / 3サイズ： / 誕生日： / 出身地：地球 / 武器：クロスボウ
- バトルスーツ：戦乙女・巡矢（A）/次元武装・ケイオス(S)

地球人。天命のA級戦乙女。火星探査小隊の隊長を務めている。デュランダルにあこがれており、目標もデュランダルになること。
Ver.7.3よりプレイアブルキャラクター化。第二部メインキャラクター。
コラリー・6626・プランク
声 - 会沢紗弥
- 年齢：11歳→17歳（現在） / 身長： / 体重： / 3サイズ： / 誕生日： / 出身地：地球 / 武器：ロケットハンマー
- バトルスーツ：戦乙女・重槌(A)/反逆の魔龍・降臨！(S)

地球人。火星探索小隊の隊員を務めている。名字の「プランク」は引き取ったアインシュタイン博士がつけたもの。
Ver.7.3よりプレイアブルキャラクター化。第二部メインキャラクター。
ヴィタ
声 -　日笠陽子
- 年齢： / 身長：164㎝ / 体重：54㎏ / 3サイズ： / 誕生日： / 出身地： / 武器：駆動コア
- バトルスーツ：残星のさすらい人（S）

1.5部にて白い服をまとったセントソルトスノーの住人として登場。のちにセントソルトスノーで起きた事件の黒幕であることが判明する。2部では仲間として登場するが、その目的は分かっていない。
Ver7.8よりプレイアブル化。
レーラ
声 - 中島由貴
第二部第4章にて初登場。
火星の神であるが自身は否定しており、セナディアこそが洛星の神だと語っている。
セナディア(神)
声 - 鈴木みのり
レーラを育てた存在。レーラをこよなく愛しており、三時間ぶっ続けでレーラの話をしていたこともある。火星とは違う星出身である。
プレイアブル化されているセナディアとの関係性は不明。
ナハラ
声 - 櫻庭有紗
第二部第7章幕間にて初登場。褐色女性でドラゴンのツノを持つという特徴がある。

#### 七術
セルマ・ヌートリスク
声 - 関根明良
- 年齢： / 身長：164㎝ / 体重：50㎏ / 3サイズ： / 誕生日： / 出身地：琅丘 / 武器：連接剣
- バトルスーツ：享楽の狂宴・誘影（S）

七術の一人。享楽の銘。
下僕、敵、そして恐怖そのもの。少女は目にしたもの全てを支配し、人々に享楽とは何かを刻み込む。 貴族であるが、金や名声よりも快楽のほうが喜べる。忠誠をつくしたものにはしっかりと報酬を与える。
リトスト
声 - 浜田賢二
七術の一人。駒死の銘
すでに亡くなっている。
5章以降は十術戦争の重要人物として登場。
セラペウム
声 - 大野柚布子
七術の一人。結合の銘。
Ver.7.6よりコネクターとして実装。
「アカリ」
声 - 花守ゆみり
- 年齢： / 身長：162㎝ / 体重：53㎏ / 3サイズ： / 誕生日： / 出身地： / 武器：クロスボウ
- バトルスーツ：破棄の孤光・追影（S）

七術の一人。破棄の銘。
悠々と歌を口ずさみ、厄災を払う。彼女は百戦錬磨を経た輝ける刃であり、永遠に消えぬ炎でもある。七術の中で最も過激であり、戦闘力も高い。
Ver.7.5よりプレイアブルキャラクター化。
白及
声 - 石川英郎
七術の一人。虚贋の銘。
アジタ
声 - 瀬戸麻沙美
七術の一人。器具の銘。
松雀（しょうじゃく）
声 - 高森奈津美
・年齢： / 身長：165㎝ / 体重：53㎏ / 3サイズ： / 誕生日： / 所属：狼丘 / 武器：トリックスタッフ
・バトルスーツ：瞞天嬉遊・旭影（S）
七術の一人。欺瞞の銘。
偶然琅丘に辿り着いた夢追い人が、最初に出会った地元の住民。
Ver.7.3よりコネクターとして実装、Ver.7.6よりプレイアブルキャラとして実装。

### ホム一族
ホム
声 - 大塚明夫
『崩壊3rd』のマスコット的キャラクター。
ホラ
声 - 速水奨
ホムの師匠。爆弾使い。
ホミュ
声 - 日髙のり子
家良し、顔良し、性格良し、欠点がない恐るべし存在。
ホミ
声 - 大谷育江
ホムの大冒険のヒロインでもある可憐でか弱い少女。

### 武装人形
精衛の翼
声 - 高山みなみ
A級武装人形。炎タイプの回復、サポートキャラ。
模造十字架
声 - 田村ゆかり
A級武装人形。物理タイプの物理攻撃、破盾キャラ。
暗影の十字架
声 - 田村ゆかり
S級武装人形。氷タイプの氷攻撃、サポートキャラ。
伏義の書
声 - 麻倉もも
S級武装人形。炎タイプの炎攻撃、サポートキャラ。
ベラ
声 - ゆかな
S級武装人形。雷タイプの雷攻撃、サポートキャラ。
テスラ・Zero
声 - 竹達彩奈
S級武装人形。物理タイプの物理攻撃、サポートキャラ。
若水
声 - 青木瑠璃子
S級武装人形。氷タイプ。
シーリン
声 - 丹下桜
S級武装人形。炎タイプ。
クライン
声 - 岡咲美保
S級武装人形。雷タイプ。
デュランダル
声 - 咲々木瞳
S級武装人形。物理タイプ。
妖精エリ
声 - 井上麻里奈
S級武装人形。氷タイプ。
キアナ・カスラナ
声 - 釘宮理恵
s級武装人形。炎・雷タイプ、サポートキャラ。
重装ウサギ
声 - 紡木吏佐
s級武装人形。物理タイプ、サポートキャラ。

### 後崩壊書
主人公（プレイヤー入力）
声 - 石井真
新聖フレイヤ学園で学ぶ少年であり雷電芽衣直下の隊員でもある。
雷電 芽衣
声 - 沢城みゆき
元・第三律者、現「天命」対崩壊第三小隊隊長。
キャロル・ペッパー
声 - 岩男潤子
- 年齢： / 身長：163cm / 体重：56kg / 3サイズ： / 誕生日：9月23日 / 出身地： / 武器：腕甲
- バトルスーツ：SP-甘辛ガール（A）

新聖フレイヤ学園の生徒で天命対崩壊特攻小隊隊員。
Ver.5.3でプレイアブルキャラクター化。
ブローニャ・ザイチク
声 - 阿澄佳奈
所属:E.T.Studio参加のゲーム開発部門プリンシプルスタジオ
ティミド・クート
声 - 伊藤かな恵
対崩壊第二小隊の一員。人とのコミュニケーションが苦手な性格の持ち主だが、ポジティブな努力家でもある。
ライル・コッローディ
声 - 寺島拓篤
対崩壊第二小隊の狙撃手、主人公とは旧知で、元から仲がいいらしい。誰とも馴染みやすい、チームのムードメーカー。天命予備学科の元学生。優れた戦術的な視野と狙撃の才能のおかげで早期卒業し、対崩壊第二小隊に加入した。

### エヴァンゲリオンコラボ（Ver.4.5）
式波・アスカ・ラングレー
声 - 宮村優子
- 年齢：不明 / 身長：秘密 / 体重：秘密 / 3サイズ：秘密 / 誕生日：12月4日 / 出身地： / 武器：ランス
- バトルスーツ：SP-明日への祈り（A）

Ver.4.5よりプレイアブル化

### 原神コラボ（Ver.4.9）
フィッシュル
声 - 内田真礼
- 年齢： / 身長： / 体重： / 3サイズ： / 誕生日：5月27日 / 出身地： / 武器：弓
- バトルスーツ：SP-断罪の皇女!!（A）

Ver.4.9よりプレイアブル化
刻晴
声 - 喜多村英梨
Ver.4.9内のイベントにてプレイアブルキャラ（イベント限定）として登場。実装はされていない。

### 崩壊：スターレイルコラボ（Ver.7.9）
花火
声 - 上田麗奈
- 年齢： / 身長： / 体重： / 3サイズ： / 誕生日： / 出身地： / 武器：駆動コア
- バトルスーツ：千面役者「友情出演！」（S）

「仮面の愚者」の一員。千の顔を持っている。
Ver.7.9よりプレイアブル化。

## 崩壊獣
ヴィシュヌ
過去に天命組織が討伐した崩壊獣のひとつで、高い自己再生能力と、消滅時にほかの崩壊獣を飲み込むという特徴を持つ。
ガネーシャ
2012年にインドで出現した帝王級崩壊獣。
パールヴァティー
1973年に通称「パールヴァティー作戦」で討伐された大型崩壊獣。
アシュヴィン
2000年の第二次崩壊においてシベリアに出現した崩壊獣のひとつ。
ベナレス
2000年の第二次崩壊のときに律者シーリンが生み出した崩壊獣。

## メインストーリー
章表記は基本的にゲーム内での記述に合わせる。
28章までは「Chapter xxx」29章以降は「xx章」である。

### 第1部『月の起源と終焉』

#### 夢、始まった
- ChapterI「黄昏 少女 戦艦」
- ChapterII「夢の中の声」

#### 運命の終わり
- ChapterIII「風の旋律」
- ChapterIV「裏切りは銀色の微笑み」
- ChapterV「雪原での再会」
- ChapterVI「バビロンの囚人」

#### 落ちていく空の下
- ChapterVII「反逆の刃を天にかざす」
- ChapterVIII「女王降臨」
- ChapterIX「明日への旅路」
  - ChapterIX-1「天穹の追跡者」
  - ChapterIX-2「暗躍する蛇」

#### 深海から
- ChapterX「深淵の底」
- ChapterXI「深海の果てまで」
  - ChapterXI-1「虚空の穹、孤独な月」
- ChapterXII「光と影の彼方」

#### 夜空を駆ける流星
- ChapterXIII「長夜の闇」
- ChapterXIV「闇を切り裂く光」

#### 昨日に捧げる挽歌
- ChapterXV「砂嵐の迷宮」
- ChapterXVI「嵐の前」
- ChapterXVII「雷が空を破る時」

#### ここにて眠りし桔梗
- ChapterXVIII「氷の誕生」
- ChapterXIX「岩に消える」

#### 太虚夢華録
- ChapterXX「千年の羽」
- ChapterXXI「新生の翼」
- ChapterXXII「私とわたし」

#### そして炎を残した
- ChapterXXIII「一人の劇場」
- ChapterXXIV「千人の舞台」
- ChapterXXV「明日を燃やす炎」

#### アポカリプスはこう語った
- - ChapterXXV-1「不朽なる刃」
- ChapterXXVI「悲劇の誕生」
- ChapterXXVII「愚者の黄昏」
- ChapterXXVIII「意志の彼岸」

#### 無瑕の少女へ
- 29章「楽園より」
- 30章「英雄たちの葬式」
- 31章「エリシアのために」

#### 終焉を越えた日に
- - 幕間「聖痕計画」
- 32章「世界の果て」
- 33章「真理の名を以て」
- 34章「月の起源と終焉」
- 35章「そして、明日へ」

### 第1.5部『生と死の踊り』

#### 海の指先で
- 36章「長空より」
- 37章「砂上の塩雪」
- 38章「孤塔と零れ星」
- 39章「海と人魚姫」

#### 星の彼方へ
- 40章「常住の七果位」
- 41章「相継がれし雑染」
- 42章「絶えし天地の道」
- 幕間 「空を見守る月へ」

### 第二部『星滅の光、再熱の火』

#### 過ぎ去りし時の海で
- 1章「百年の孤影」
- 2章「迷宮の中の七術」
- 3章「予告された犯罪の記憶」
  - 3章　幕間「一人の夢遊病者の苦しみ」

#### 誰ぞ見つめる迷い岸
- 4章「誰ぞ見つめる迷い岸」

#### 最新章
- 5章「最初と最後の戦争」
- 6章「沈黙の後に悲鳴は響かず」
- 7章「願いの花束を抱いて」　　
  - 7章　幕間「神に祈る処あらず」
- 8章「空へと繋がる道」
- 9章「今日で運命が終わるなら」
  - 9章　幕間「星々は今も輝き続ける」

## 第二部メインストーリー　『星滅の光、再熱の火』

#### 概要
キャッチフレーズは「文明の星火を再び灯せ」。主人公である「夢追い人」、謎の少女セナディア、そして地球の天命から来たヘリアとコラリーを中心として、火星の崩壊に関する物語が展開されていく。

#### あらすじ
世界の泡の住民である「夢追い人」。ある日寮へと帰った彼女は謎の夢を見る。その夢にはセナディアと名乗る少女がいた。
「あらゆる真相を儀式と契約によって伝える必要があるなら...私と一曲踊ってくれる？」
彼女と踊った時見えた景色、それはかつての火星、そしてそれらが火の海と化していく姿だった。その後、彼女からアストラルリングを受け取る。世界を救う契約を終えた後セナディアはいなくなった。それと同時に「夢追い人」は光につつまれる。
たどり着いたのはデータの海。そこにはヘリア、コラリー、そして直前に別れたセナディアに似た少女だった。ヘリアとコラリーによれば二人は球体の中に向かい合って収まっていたという。彼女たちにアストラルリングを渡したとき、影の造物が現れる。
その後、データの海で影の造物を出現させた謎の犬を追いかけているうちに彼女たちは琅丘へとたどり着く。その世界で松雀と出会うことになる。

#### 章構成
章名とその章に付属するフレーズを記述する。 
過ぎ去りし時の海で
- 1章　百年の孤影

「もしこの星空の下で、世界はとっくに死んでいて、文明も泡影だったら……ただ、あなたは自分だけの未来を探す。そうでしょう？」
- 2章　迷宮の中の七術

「いかなる災いが琅丘を風雨に晒す。 危険な存在の中、使命のもと、崩れゆく世界を救う。　百年間眠り続けた記憶と秘密が再び蘇る。」
- 3章　予告された犯罪の記憶

「そしてあの光景が再びやってくる。彼らに運命を変える力はない。自身を変えられなかったときのように」
- 3章幕間　一人の夢遊病者の苦しみ

「夢を見る者の夢の中で、夢を見られる者は目を覚ました」
誰ぞ見つめる迷い岸
- 4章　誰ぞ見つめる迷い岸

「海は誰、私は誰？終わりの先にあるその日に、私は答えを得る。」
最新章
- 5章　最初と最後の戦争

「始まりの時、あなたは最後に身を置いていることを知らない。そして終わりの時、あなたは必ず最初を繰り返すことになる。」
- 6章　沈黙の後に悲鳴は響かず

「共に光を目指すことは過ちである。無意味な思考も、今も悲鳴を響かせる……も、同じく過ちだ。」
- 7章　願いの花束を抱いて

「全てを賭けた黄昏と、停滞した蒼穹をあなたに。思い出の花と、静寂の星空をあなたに。」　
- 7章幕間　神に祈る処あらず

「夜明けが訪れない夜空には、星という名の傷跡だけが残る」
- 8章　空へと繋がる道

「どん底で歩んだ私も、やがて空を駆け回る。無数の星の一つとなりて、虹色の輝きで光をも凌駕する。」
- 9章　今日で運命が終わるなら

「時の風が私の足跡を消し去っても、私はその背に足を乗せ、無数の春を目覚めさせ、万物の音を響かせる。」
- 9章幕間　星々は今も輝き続ける

「淡い霧に包まれた湖の中、さざ波が静まったあと、彼女は水面に映る星を手に取る。」

#### オープンワールド(第二部)
第二部では基本的にオープンワールド内で物語が進められる。ストーリー振り返りはすることができない。オープンワールドは随時追加される。
追加されたマップ一覧
- 甌夏・琅丘(一部分)・データの海(ver.7.3)
- 琅丘(エリア全開放)・墓碑銘図書館・仮面回廊(ver.7.4)
- 琅丘100年前・ハイペリオン11号(ver.7.8)
- 瑞木(ver.7.9)
- 瑞木の高塔(ver.8.1)
- 龍の遺跡(ver.8.3)

## 第二部　システム(アストラルリング)
2024年2月29日、7.3アップデートと共にメインストーリー第二部が開幕した。UIの変更やキャラ3Dモデルの美麗化など大きな変更が加えられ、キャラ操作にも大きな追加点があった。
例としてはこれまで一部分のキャラや後崩壊書でしか実装されていなかったジャンプアクションが常設したこと、アストラルリングという特殊アクションも追加されたことがあげられる。

#### アストラルリング
アストラルリングは二部開始以降に実装されたキャラ、武器に備えられたシステムである。アストラルリングの追加により、更に爽快なアクションを楽しめるようになった。
アストラルリングシステム追加後、これまで人形の枠であったところに新たにアストラルコネクター(通称コネクター)が追加された。コネクターは今までの人形と違い、プレイアブル同様の3Dモデルが実装され、第二部の世界を一部歩くことができる。コネクターで実装されているキャラは以下である。
- 夢追い人

　第二部の主人公。
- 松雀

　「しょうじゃく」七術の一員。リングタイプ「世界の星」対応コネクター
- セラペウム

　七術の一員。リングタイプ「運命の星」対応コネクター
- テレサ・アポカリプス

　現天命主教。リングタイプ「昇華の理」対応コネクター
- 晨雪

　データ研究所の「晨雪姉さん」の若かりしときの姿。リングタイプ「天衍の杯」「無存の儀」対応コネクター
リングタイプ/リング特徴
上であげたリングタイプとは、アストラルリングの種類を示している。
アストラルリングを持つキャラをパーティーのリーダーにした時に、そのキャラのリングタイプに対応したリング特徴が有効化される。リング特徴とは、リングタイプに応じた技の特徴の事である。
「リングタイプ」を持つキャラクターには自動的にそれに対応した「リング特徴」が持たされる。またその「リングタイプ」を持つキャラ以外にもその「リング特徴」を持つ者がおり、たとえリーダーと「リングタイプ」が違っていても「リング特徴」を持っていればアストラルリングの特殊スキルを使用できる。
リングタイプキャラ一覧
- 世界の星

　へリア/戦乙女・巡矢(A)
　セナディア/スペースアンカー曙光(S)
　テレサ/エンゲージワーカー(S)
　花火/千面役者「友情出演！」(S)
- 無存の儀

　コラリー/戦乙女・重槌(A)
　ヴィタ/残星のさすらい人(S)
　キアナ/終焉の律者(S)(武器「永遠の月」または「永遠の月・初」を装備することでアストラルリング有効化）
　コラリー/反逆の魔龍・降臨！(S)
- 運命の輪

　セルマ/享楽の狂宴・誘影(S）
　「アカリ」/破棄の孤光・追影(S）　
　松雀/瞞天嬉遊・旭影(S）
　エリシア/真我・人の律者(S)(武器「無瑕の眷想・冊授」または「無瑕の眷想」を装備でアストラルリング有効化)
- 昇華の理

　デュランダル/天光の先駆者(S)
　キアナ/ドン!烈火の願い星(S)
　李素裳/風来義侠(S)
- 天衍の杯

　ヘリア/次元武装・ケイオス(S)
リング特徴を持つキャラ一覧(リング特徴-リングタイプがそれぞれ対応したもの。---でリングタイプを持つか否かを区別）
- 界域共鳴-世界の星

　へリア/戦乙女・巡矢(A)
　セナディア/スペースアンカー曙光(S)
　テレサ/エンゲージワーカー(S)
　花火/千面役者「友情出演！」(S)
　コラリー/戦乙女・重槌(A)
　セルマ/享楽の狂宴・誘影(S）
　「アカリ」/破棄の孤光・追影(S)
　キアナ/ドン!烈火の願い星(S)
　テレサ/エンゲージワーカー(S)
　キアナ/終焉の律者(S)(対応武器を装備したとき)
- 万有の星-無存の儀

　コラリー/戦乙女・重槌(A)
　ヴィタ/残星のさすらい人(S)
　キアナ/終焉の律者(S)(対応武器を装備したとき)
　コラリー/反逆の魔龍・降臨！(S)
　なし
- 重なる星影-運命の輪

　セルマ/享楽の狂宴・誘影(S）
　「アカリ」/破棄の孤光・追影(S）
　松雀/瞞天嬉遊・旭影(S）
　エリシア/真我・人の律者(S)(対応武器を装備したとき)
　セナディア/スペースアンカー曙光(S)
　テレサ/エンゲージワーカー(S)
　ヴィタ/残星のさすらい人(S)
　デュランダル/天光の先駆者(S)
- 天淵転位-昇華の理

　デュランダル/天光の先駆者(S)
　キアナ/ドン!烈火の願い星(S)
　李素裳/風来義侠(S)
　松雀/瞞天嬉遊・旭影(S）
　ヴィタ/残星のさすらい人(S)
　花火/千面役者「友情出演！」(S)
　エリシア/真我・人の律者(S)(対応武器を装備したとき)
　ヘリア/次元武装・ケイオス(S)
　コラリー/反逆の魔龍・降臨！(S)
- 再盈相生-天衍の杯

　ヘリア/次元武装・ケイオス(S)　
　エリシア/真我・人の律者(S)(対応武器を装備したとき)
　デュランダル/天光の先駆者(S)
　キアナ/ドン!烈火の願い星(S)
　李素裳/風来義侠(S)
　コラリー/反逆の魔龍・降臨！(S)

## イベントストーリー

### 艦長の奇妙な冒険（完結）
Ver.2.5からVer.7.0まで続いていた長編イベントストーリー。本編に登場したキャラが登場するがおおむね本編とは別人であり、プレイアブル化されることもある。本編と大きく異なる点として艦長がストーリーに大きくかかわっている。本編においてもVer.キアナなどで関わっていたが、本イベントでは艦長のセリフや体の一部などが描写されているシーンが存在する。
- Ver.2.5「長月の夢」

- Ver.3.1「崩壊戦記」
- Ver.3.3「艦長の奇妙な冒険」
- Ver.3.9、Ver.5.3「崩壊戦記・零」
- Ver.3.6、Ver.5.2「霞隠散華抄」
- Ver.4.0、Ver5.3「星と君が消えた日」

- Ver4.1「双子・侵入　開園遊園地編」
- Ver.4.2、Ver.5.7「ローズマリーの花詞」
- Ver.4.3「崩壊冒険記」
- Ver.4.7、Ver.5.8「ネオンシティ・天穹」
- Ver.5.0、Ver.6.0「盛夏の海浜遊園地」
- Ver.5.7「断界の残篇」
- Ver.6.6、Ver.7.8「テリリと魔法の旅」
- Ver.6.8「長い夢が去る前に」
- Ver.6.9「赤い月が沈んだ後に」
- Ver.7.0「艦長の牧場ファンタジー」

### コラボストーリー
過去3度、コラボが行われており、それぞれにイベントストーリーが用意されている。スターレイルとのコラボ以外はメインとかかわりのない、独自の世界線である。
- Ver.4.5　エヴァコラボ
- Ver.4.9　原神コラボストーリー「異世界紀行」
- Ver.7.9　崩壊：スターレイルコラボストーリー「崩壊：愚者カード・解」

### その他
個別になっているストーリーを記す。過去に死亡したキャラが登場したり、過去の姿で登場するキャラもいる。また、イベントによってはプレイヤーに直接問いかけてくるものや、本編に関わっているものもある。
第一部
- Ver.3.7、Ver.5.6「神州仙遊記」
- Ver.4.6、Ver.6.8「神州漂流記」
- Ver.5.5「謎の企画・アラハトα」
- Ver5.8「絵星の旅」
- Ver.5.9「サバイバル！夏の狂想曲・サイドA」
- Ver.6.0「サバイバル！夏の狂想曲・サイドB」
- Ver.6.1「天穹夜行録」
- Ver.6.2、Ver.キアナ（Ver6.4）「崩壊救助日誌」
- Ver.6.3「休日のシンフォニー𝄆」
- Ver.キアナ（Ver.6.4）「休日のシンフォニー𝄇」
- Ver.6.5「キャットタウン大冒険」
- Ver.6.7「☆パーフェクトライブ☆」
- Ver.7.1「スターボヤージュ・逆襲」

第二部
- Ver.7.3「「海」の美食を求めて!」
- Ver.7.4「甌夏へ飛べ！」
- Ver.7.5「影追いの夜」
- Ver.7.6「天命のお仕事ガイド」
- Ver.7.7「夢より生まれて」
- Ver.7.8「荒野育成手記」
- Ver.8.0「カウントダウン：良き夢の始まり」
- Ver.8.1「コンティニュー：お祭りと新たな願い」
- Ver.8.2「雲津百味記」
- Ver.8.3「出発！祝福と願いの旅へ」
- Ver.8.4「集合！夏と友情の楽園へ」

## 編年史

### 永年の記憶編
A-310、実験室から生まれた少女。
生きるため、少女は戦いを続け、自分の価値を周囲に示さなければならない。
でも…少女が一生懸命生きようとする意味は、ほんとにそれらだろうか?

### 軒轅編
大昔に行方しれずとなった聖痕と「神の鍵」と呼ばれる武器を探し出すため、姫子は戦乙女小隊を率いて神州の九幽にやって来た。
だが、この遥か昔の時代が残した古跡で、姫子たちは危機に遭遇したようだ…

### 蚩尤編
海底より現れた巨獣は戦乙女小隊を呑み込んだ。いきなり現れた敵を目の前に、彼女たちの任務はまず巨獣を封印してここから逃げ出すことになった。

### 決断の夢境
芽衣を守るために、ブローニャは自ら自分脳内のチップを焼け壊した。
昏睡中のブローニャは夢境の中で運命の決断を迎えた…

### Kallen Fantasy
聖フレイヤ学園は混乱と暴力で有名な不良高校。
遠東最強になるため、転校生カレンは聖フレイヤ学園制覇への歩みを始めた

### 忘却の人
大主教から謎の任務を受け取ったフカ。
千年の記憶が描かれた巻物をゆっくりと開けば、脳の奥に眠る忘れ去られた記憶が目の前に浮かぶ……

### バイナリスター
カカリア孤児院出身の双子：ロザリアとリリアには幼い頃からの夢があるーーそれは、アイドルになること!

## 用語
崩壊
地球の免疫システム。地球本体に害を及ぼすほどに文明が発達した種に訪れる周期的な超自然災害で、宇宙の調整律動。崩壊により発生するゾンビ、崩壊獣、律者もいわば地球の免疫システムが生み出す白血球のようなもの。地球に害を及ぼすほどに発達した種に訪れる周期的な自然災害。世界でもっとも繁栄している種に壊滅的なダメージを与える。人類は文明を築いては崩壊によって破壊される歴史を繰り返し歩んできた。戦争、伝染病、隕石などの自然災害といった様々な形で起こる。ヨーロッパの人口を3分の1にまで減らしたペストの流行もこの崩壊災害の一種。
第一次崩壊
1952年にベルリンで発生した、有史最初の大規模崩壊事件。
第二次崩壊
2000年にシベリアで発生した二度目の崩壊事件。
第三次崩壊
2014年に極東の長空市で発生。
第○次崩壊
膨大な崩壊エネルギーが集まることにより発生する大規模な崩壊現象。もしくは律者が覚醒時に引き起こす天変地異にも匹敵する大災害。いずれも律者覚醒と深い結びつきがあり、律者顕現か異常な崩壊エネルギー濃度、どちらが起因となるかは状況による。
崩壊エネルギー
崩壊とともに発生する世界のありとあらゆる法則を捻じ曲げるエネルギー。単位はHW（崩壊ワット）。
崩壊獣
崩壊の影響で生み出され、地球生物とは生命の根本が異なる存在。
ゾンビ
崩壊の影響を受けて生きる屍となった人型の生命体。一般的に若年女性は崩壊耐性が高いことから、崩壊エネルギーにさらされても死亡せず、崩壊に適応した結果ゾンビとなる。
律者
崩壊の中で誕生し、崩壊の意思に導かれ破壊をもたらす使者。現文明では、誕生した全員が人間性を保持している。
| 名称                        | 名称                                  | 権能                     | 人物                                                       |
| --------------------------- | ------------------------------------- | ------------------------ | ---------------------------------------------------------- |
| 第零律者 （人の律者）[注 2] | 第零律者（起源の律者）                | 権能の紐帯               | 雷電芽衣                                                   |
| 第零律者 （人の律者）[注 2] | 第零律者（人の律者）                  | 人間性                   | 雷電芽衣                                                   |
| 第零律者 （人の律者）[注 2] | 第一律者（理の律者→真理の律者[注 3]） | 創造                     | ヴェルト・ジョイス ↓ ヴェルト・ヨウ ↓ ブローニャ・ザイチク |
| 第零律者 （人の律者）[注 2] | 第二律者（空の律者）                  | 虚数空間操作             | シーリン ↓ キアナ・カスラナ（K-423）                       |
| 第零律者 （人の律者）[注 2] | 第三律者（雷の律者）                  | 電磁気操作               | 雷電芽衣                                                   |
| 第零律者 （人の律者）[注 2] | 第四律者（風の律者）                  | 流体操作                 | ウェンディ                                                 |
| 第零律者 （人の律者）[注 2] | 第五律者（氷の律者）                  | 冷気の操作               | アナ・シャニアテ                                           |
| 第零律者 （人の律者）[注 2] | 第六律者（死の律者）                  | 細胞の操作               | 不明                                                       |
| 第零律者 （人の律者）[注 2] | 第七律者（炎の律者）                  | 熱の発生、分子運動の操作 | なし                                                       |
| 第零律者 （人の律者）[注 2] | 第八律者（識の律者）                  | 意識操作                 | フカ                                                       |
| 第零律者 （人の律者）[注 2] | 第九律者（岩の律者→星の律者）         | 重力操作                 | 陳天武（フクロウ）                                         |
| 第零律者 （人の律者）[注 2] | 第十律者（支配の律者・千人律者）      | 支配                     | 烏合之衆                                                   |
| 第零律者 （人の律者）[注 2] | 第十一律者（約束の律者・反律者）      | 崩壊エネルギーの無効化   | オットー・アポカリプス                                     |
| 第零律者 （人の律者）[注 2] | 第十二律者（侵蝕の律者）              | 浸食                     | エリシア？[注 4]                                           |
| 第零律者 （人の律者）[注 2] | 第十三律者（起源の律者・人の律者）    | なし                     | 存在しない[注 5]                                           |
| 第零律者 （人の律者）[注 2] | 第十三律者（終焉の律者[注 6]）        | 時間操作、抱擁           | ケビン・カスラナ[注 7] ↓ キアナ・カスラナ（K-423）         |
| 第零律者 （人の律者）[注 2] | 番外                                  |                          |                                                            |
| 第零律者 （人の律者）[注 2] | 隕氷の律者（氷の律者＆星の律者）      | 重力操作、冷気の操作     | アナ・シャニアテ、陳天武（フクロウ）                       |
| 第零律者 （人の律者）[注 2] | 薪炎の律者（空の律者＆炎の律者）      | 熱の発生、分子運動の操作 | キアナ・カスラナ（K-423）                                  |
| 第零律者 （人の律者）[注 2] | 死生の律者[注 8]                      | 創生、凋零               | ゼーレ・フェレライ[注 9]                                   |
| 名称                                 | 権能                     | 人物                           |
| ------------------------------------ | ------------------------ | ------------------------------ |
| 第零律者（起源の律者・人の律者）     | 権能の紐帯、人間性       | エリシア                       |
| 第一律者（理の律者）                 | 創造                     | 虚空万象                       |
| 第二律者（空の律者）                 | 虚数空間操作             | 不明                           |
| 第三律者（雷の律者）                 | 電磁気操作               | 不明                           |
| 第四律者（風の律者）                 | 流体操作                 | 不明                           |
| 第五律者（氷の律者）                 | 冷気の操作               | 不明                           |
| 第六律者（死の律者）                 | 細胞の操作               | ゼーレ[注 10]                  |
| 第七律者（炎の律者）                 | 熱の発生、分子運動の操作 | 卑弥呼                         |
| 第八律者（識の律者）                 | 意識操作                 | 不明                           |
| 第九律者（岩の律者）                 | 重力操作                 | 不明                           |
| 第十律者（支配の律者・千人律者）     | 支配、全律者の能力使用   | クライン、エイマー、など複数人 |
| 第十一律者（約束の律者・反律者）     | 崩壊エネルギーの無効化   | 不明                           |
| 第十二律者（侵蝕の律者）             | 浸食                     | リン                           |
| 第十三律者？（起源の律者・人の律者） | なし                     | 存在しない                     |
| 第十三律者（終焉の律者・最終律者）   | 時間操作、抱擁           | 不明                           |
律者のコア
律者の体内に形成される崩壊エネルギーの超高密度結晶体。死によってコアを遺し、肉体がなくともコアのみが単独で存在し続ける。
複数のコアを持つ律者
第二律者シーリンは第二次崩壊で覚醒した際、自身のコア以外に征服の雷（コンケストジェム）・疫病の炎（プレイグジェム）・渇望の嵐（デザイアジェム）・静謐の死（セレニティジェム）という4つの律者コアを与えられ、その高い性能から甚大な被害を発生させ、セシリア・シャニアテなど多くの戦乙女が死亡した。
第五律者アナ・シャニアテは第九律者陳天武より、覚醒状態のコアを譲渡されることにより律者コアの数で遥かに勝るシーリンを凌駕しうる性能を発揮した。
選ばれし者
崩壊エネルギーを免疫できる、あるいは操ることのできる人々。一般的にこれらの人は聖痕と呼ばれる特殊な紋様を持つ。
聖痕（スティグマ）
もともとはヒトの染色体中に存在する崩壊抗体遺伝子を指し、その影響で体表にアザのように現れた紋様も同様に「聖痕（スティグマ）」と呼ぶ。
天然聖痕
現代のヒトが、生まれながらに持つ抗崩壊形質の発現によって獲得する聖痕。
現在確認されているのはゼーレ・フェレライ。
人工聖痕
自然に発現する天然聖痕に対し、人の手で開発・移植された聖痕のこと。
戦乙女（ヴァルキリー）
崩壊に対抗し、それを駆逐するための主戦力として天命が運用する、超人的な能力を備えた兵士。いわゆる人間兵器。
魂鋼
前文明期に造られたナノマシン鉱石。崩壊エネルギーに拮抗し、自己修復能力を持つ。
神の鍵
5万年前の前文明期に創生された武器類。ナノマシン鉱石「魂鋼」を素材に、当時討伐された13の律者のコアをそれぞれ駆動源にしたもので、律者を凌駕する唯一の兵器とされている。
| 番号 / 異名               | 名称 / 所有者                                      |
| ------------------------- | -------------------------------------------------- |
| 第零の神の鍵              | 不明                                               |
| 第一の神の鍵 / 啓示の鍵   | 虚空万象 / オットー・アポカリプス→ケビン・カスラナ |
| 第二の神の鍵 / 永劫の鍵   | 千界一乗 / オットー・アポカリプス                  |
| 第三の神の鍵 / 神罰の鍵   | 浄罪七雷 / ワタリガラス                            |
| 第四の神の鍵              | (名称不明) / 天命                                  |
| 第五の神の鍵 / 停滞の鍵   | 万物休眠 / 天命                                    |
| 第六の神の鍵 / 創生の鍵   | 黒淵白花 / 天命本部 デュランダル                   |
| 第七の神の鍵 / 破壊の鍵   | 天火聖裁 / カスラナ一族、劫滅 / ケビン・カスラナ   |
| 第八の神の鍵 / 意識の鍵   | 渡世の羽 / フカ                                    |
| 第九の神の鍵 / 呑喰の鍵   | エデンの星 / ヴェルト→ブローニャ                   |
| 第十の神の鍵 / 支配の鍵   | 軒轅剣 / フカ 他、太虚の拳 / フカ 他               |
| 第十一の神の鍵 / 約束の鍵 | 誓約の十字架 / テレサ・アポカリプス                |
| 第十二の神の鍵 / 侵蝕の鍵 | 地蔵御魂 / （八重村に安置）                        |
| 第十三の神の鍵            | 存在しない                                         |
| 第十四の神の鍵            | 存在しない                                         |
| 未識別の神の鍵 / 空白の鍵 | （真紅の騎士・月蝕に変態）                         |
| 番外                      |                                                    |
| 外の鍵[注 11]             | シュガーズ                                         |
聖遺物
「律者のコア」の類似物質によって駆動する汎用武器の総称で、前文明期のもの。「神の鍵」には満たないものの、その力は現代の科学力をはるかに上回る。
天命組織
”崩壊”に対抗している組織の一つで、”崩壊”を根絶するために紀元前2000年に設立された。ヨーロッパで発祥し、全世界に支部を広げ、現在はヨーロッパとアジアの大部分を占めている。
天命御三家
天命組織を支える3つの一族。それぞれ「主教」を司る「アポカリプス一族」、「聖女」を司る「シャニアテ一族」、「騎士」を司る「カスラナ一族」。その中で、シャニアテ一族は崩壊エネルギーを操作する能力に優れ、カスラナ一族は良好な崩壊エネルギー適応性を持って生まれる。しかし、天命組織を統御するアポカリプス一族は他の一族と違い崩壊と戦える力を持たない。
聖フレイヤ学園
天命組織極東支部に属する戦乙女育成機関。
ハイペリオン
天命極東支部が保有する主力戦艦で自律型戦艦AI、通称「AIちゃん」が搭載されている。
諸神座武器（しょしんざぶき）
前文明時代に精錬されたナノマシン鉱石「魂鋼」を用いて、天命が造った武器。
神殺し装甲
天命組織の最新鋭「第四世代戦乙女装甲」の通称。「神殺し」の名前のとおり、対律者戦を念頭においた設計で、天命本部ヘルヘイム実験室を中心に管理・研究されている。
| 型番     | 名称 | タイプ                                             | 所属                                    |
| -------- | --- | -------------------------------------------------- | --------------------------------------- |
| XXX-XXX  | 真紅の騎士・月蝕 | 神殺し装甲原型機                                   | 無量塔姫子（無許可）                    |
| XXX-XXX  | すべての天命戦乙女装甲の原型機 「空白の鍵」をベースに「疫病の炎（プレイグジェム）」を搭載                           |                                                    |                                         |
| HDA-001  | 極騎士・月天 | 試作型全領域作戦装甲                               | 使用停止                                |
| HDA-001  | HDA-001開発理念に欠陥が見られるため、すでにハンター計画によってHDA-001Jに改造された                                 |                                                    |                                         |
| HDA-001J | 極騎士・月燼 | 高火力制圧型作戦装甲                               | なし                                    |
| HDA-001J | いまだにHDA-001Jの適格者を探している                                                                                |                                                    |                                         |
| HDA-002  | 白騎士・月光 | 遠距離殲滅型作戦装甲                               | なし                                    |
| HDA-002  | いまだにHDA-002の適格者を探している 偶発的にキアナが装着 自動照準ガンマ線攻撃システム、通称「光翼展開」搭載         |                                                    |                                         |
| HDA-003  | 夜騎士・月骸 | ステルス型潜入作戦装甲                             | 所有者不明（暗号化済み）                |
| HDA-003  | エラー：アクセス権限がありません                                                                                    |                                                    |                                         |
| HDA-004  | 血騎士・月煌 | 外装型崩壊エネルギーアクティブ化装甲               | テレサ・アポカリプス                    |
| HDA-004  | すでに使用されており、現在は極東支部に置かれている ヴィシュヌDNA抑制のリミッター装着済 最大解放時「暮光騎士・月煌」 |                                                    |                                         |
| HDA-005  | 蒼騎士・月魂 | 粒子流発散特化装甲                                 | リタ・ロスヴァイセ（暗号化済み）        |
| HDA-005  | エラー：アクセス権限がありません 人型幻影「白銀の月」搭載                                                           |                                                    |                                         |
| HDA-006  | 影騎士・月輪 | 高機動型接近戦特化装甲                             | フカ（暗号化済み）                      |
| HDA-006  | すでに使用されており、現在は天命本部に置かれている 「月食形態」搭載                                                 |                                                    |                                         |
| HDA-007  | 輝騎士・月魄 | 緊急任務と突撃特化の独立駆動装甲（全領域万能装甲） | デュランダル→対象が見つかりませんでした |
| HDA-007  | 実戦投入準備完了→このプロジェクトはほかの実験室に移されました                                                       |                                                    |                                         |
| HDA-00X  | 戦騎士・月兎 | 混合駆動型創造形成装甲                             | データ不備                              |
| HDA-00X  | プロジェクト凍結、開発計画が中止されました                                                                          |                                                    |                                         |
ネゲントロピー
”崩壊”に対抗している組織の一つで、1955年に設立された。その前身は天命北米支部である。天命とは理念が相反しており敵対関係にある。第一律者であるヴェルトはこの組織の一員である。ストーリー上で天命極東支部と和解し協力することとなる。
カカリア孤児院
ネゲントロピーの幹部カカリアがシベリアに持つ施設。
ME社
ネゲントロピー傘下の巨大電子企業。正式名称「Massive Electric」社。
ミコヤン中央設計製造局
旧ソ連時代から続く、ネゲントロピー傘下の軍事産業企業。
海淵城（かいえんじょう）
ネゲントロピーが拠点にする海底遺跡。
ヨルムンガンド
天命組織やネゲントロピーとは立場を異にしながら、独自に崩壊への干渉を行う謎の組織。
神城製薬（しんじょうせいやく）
神州・天穹市にある世界的製薬会社。英名「Heliopolis Life Science」。
量子の海
不確定要素に満ちた「平行世界」をつなぐ「場」。
プルシャ
はるか昔。金星に存在した文明。
娑（しゃ）
かつて「ヴィタ」と呼ばれた存在が、終焉の繭を模倣して成った存在。
洛星
日本語でいう火星のこと。
影
人々の恐怖から発する崩壊エネルギー。
罹患の十相
影の中でも強大なもの。
術
罹患の十相に対抗することができる手段のこと。現在は七術を指す言葉になっている。
七術
罹患の十相に現状対抗できる手段を持つ7人の人物。影の力を扱うことができる。
| 銘             | 人物                 |
| -------------- | -------------------- |
| 一の術「享楽」 | セルマ・ヌートリスク |
| 二の術「殉死」 | リトスト             |
| 三の術「結合」 | セラペウム           |
| 四の術「破棄」 | 「アカリ」           |
| 五の術「虚贋」 | 白及                 |
| 六の術「器具」 | アジタ               |
| 七の術「欺瞞」 | 松雀                 |

## バージョン情報・沿革
新キャラクター追加、バグ修正等の軽微な調整に関しては表記しない。

### 2016年
12月13日
崩壊3rd公式より「崩壊3rd公式PV第1弾」が公開。

### 2017年
1月20日
崩壊3rd公式より「崩壊3rd公式PV第2弾」が公開。
2月15日
崩壊3rd公式より「崩壊3rd公式PV第3弾」が公開。

#### 2月16日：Ver.1.0 日本版リリース
- メインストーリー：1章「黄昏 少女 戦艦」～4章「裏切りは銀色の微笑み」追加
- 外伝「姫軒轅」追加
- 無限深淵追加（現在とは仕様が異なる）

#### 3月30日：Ver.1.2「呪われし剣」
- 外伝「蚩尤編」追加
- キャラクター衣装追加
- 基地会話イベント追加

#### 6月6日：Ver.1.3&1.4「桜の輪廻」
- オープンワールド「桜の輪廻」追加
- マルチプレイ追加
- 艦隊システム追加

#### 7月20日：Ver.1.5「テレサ、出撃!」
- 外伝「永世の記憶」追加

#### 8月23日：Ver.1.6「真夏の邂逅」
- メインストーリー：5章「雪原での再会」追加
- 勲章システム追加
- 陣営戦「夏の大作戦」開催

#### 9月28日：Ver.1.7「銀狼の覚醒」
- 外伝「決断の夢境」追加

#### 11月15日：Ver.1.8「紅染御魂」
- 記憶戦場追加
- 祈りの泉追加
- 「桜の輪廻」に天守閣ステージ追加

#### 12月27日：Ver.1.9「聖儀の蘇生」
- メインストーリー：6章「バビロンの囚人」追加
- 外伝「カレンファンタジー」追加
- 教官システム追加

### 2018年

#### 2月7日：Ver.2.0「学寮生活」
- メインストーリー：7章「反逆の刃を天にかざす」追加
- 学寮システム追加
- イベント「乱闘レース」開催

#### 3月19日：Ver.2.1「月下の龍追い人」
- 神の鍵システム追加

#### 4月26日：Ver.2.2「千年の羽」
- 外伝「忘却の人」追加

#### 6月13日：Ver.2.3「天命に抗う者」
- メインストーリー：8章「女王降臨」追加
- 編年史追加
- 律者降臨追加
- 祈願の地追加
- 限定補給（キャラ）に天井追加

#### 7月25日：Ver.2.4「夏色の思い出」
- イベント「夏色の思い出」開催
- 学寮「ビーチ別荘」追加

#### 9月5日：Ver.2.5「女王降臨」
- オープンワールド「天命本部」追加
- イベント「長月の夢」開催

#### 10月22日：Ver.2.6「再燃Reburn」
- メインストーリー：1章＆2章リメイク

#### 12月5日：Ver.2.7「真紅の剣」
- メインストーリー：9章「明日への旅路」追加
- オープンワールド「ヘルヘイム」追加
- 神機降臨追加

### 2019年

#### 1月17日：Ver.2.8「天穹の追跡者」
- メインストーリー：9-1章「天穹の追跡者」追加
- ディラックの海追加
- イベント「ワンダーランド狂想曲」開催
- 2周年記念イベント開催

#### 2月28日：Ver.2.9「暁闇と蒼き月」
- メインストーリー：9-2章「暗躍する蛇」追加
- 増幅コアシステム追加

#### 4月11日：Ver.3.0「海淵幻影」
- メインストーリー：10章「深淵の底」追加
- 武装人形システム追加
- イベント「海淵の目」開催
- 艦長レベル上限開放（レベル82まで）

#### 5月23日：Ver.3.1「双子の星」
- 外伝「バイナリスター」追加
- イベント「崩壊戦記」追加

#### 7月4日：Ver.3.2「幻海の童謡」
- メインストーリー：11章「深海の果てまで」追加
- 量子特異点追加
- 懸賞依頼追加

#### 8月15日：Ver.3.3「天使再構築」
- メインストーリー：11-1章「虚空の穹、孤独な月」追加
- イベント「艦長の奇妙な冒険」開催
- 作戦標章追加
- 時空工場追加

#### 9月26日：Ver.3.4「暮光の裁決」
- メインストーリー：12章「光と影の彼方」追加
- イベント「聖フレイヤ学園祭」開催
- 超限武器追加
- 記憶戦場最上級追加
- 艦長レベル上限開放（レベル85まで）

#### 11月14日：Ver.3.5「双生の彼岸花」
- メインストーリー：13章「長夜の闇」追加
- 基地システム一新
- 基地補給追加

#### 12月24日：Ver.3.6「緋月に忍ぶ霞」
- メインストーリー：14章「闇を切り裂く光」追加
- イベント「霞隠散華抄」追加

### 2020年

#### 2月12日：Ver.3.7「墨書華彩」
- イベント「神州仙遊記」開催
- 3周年記念イベント開催

#### 4月2日：Ver.3.8「黎明の栄光」
- メインストーリー：15章「砂嵐の迷宮」追加
- オープンワールド「後崩壊書」追加

#### 5月14日：Ver.3.9「闇を追う星」
- メインストーリー：16章「嵐の前」追加
- イベント「崩壊戦記・零」追加

#### 6月23日：Ver.4.0「星一つの夜」
- メインストーリー：17章「雷が空を破る時」追加
- イベント「星と君が消えた日」開催
- アニメ「戦乙女の食卓」1期放送開始

#### 8月6日：Ver.4.1「空に響く雷鳴」
- メインストーリー：18章「氷の誕生」追加
- イベント「双子・侵入」開催

#### 9月10日：Ver.4.2「幻夜の迷走」
- メインストーリー：19章「岩に消える」追加
- イベント「ローズマリーの花詞」開催
- 超弦空間追加
- 聖痕昇華追加

#### 10月29日：Ver.4.3「異色のリズム」
- メインストーリー：20章「千年の羽」追加
- イベント「崩壊冒険譚」開催

#### 12月10日：Ver.4.4「黄金の栄典」
- メインストーリー：21章「新生の翼」追加
- イベント「輝く星の物語」開催

### 2021年

#### 1月21日：Ver.4.5「明日への祈り」
- メインストーリー：22章「私とわたし」追加
- エヴァンゲリオンコラボ開催

#### 3月10日：Ver.4.6「唯我独尊」
- イベント「神州漂流記」開催
- 艦橋変更
- 昇級システム

#### 4月15日：Ver.4.7「コード：バニー侵入」
- メインストーリー：23章「一人の劇場」追加
- イベント「ネオンシティ：天穹」開催
- 艦長レベル上限開放（レベル88）

#### 5月27日：Ver.4.8「劇場の幻影」
- メインストーリー：24章「千人の舞台」追加
- イベント「アイドル決勝戦」開催
- 万象虚境追加

#### 7月8日：Ver.4.9「異世界の旅人」
- メインストーリー：25章「明日を燃やす炎」追加
- 原神コラボ

#### 8月12日：Ver.5.0「炎の伝承」
- 古の楽園追加
- イベント「盛夏の海浜遊園地」開催

#### 9月16日：Ver.5.1「無瑕の楽園」
- メインストーリー：25-1章「不朽なる刃」追加
- 記憶戦場SSSボス追加追加
- イベント復刻「霞隠散華抄」開催

#### 10月21日：Ver.5.2「無限の命運」
- メインストーリー：26章「悲劇の誕生」追加
- イベント「戦乙女の食堂」開催

#### 12月2日：Ver.5.3「黄昏後書」
- メインストーリー：27章「愚者の黄昏」追加
- オープンワールド「後崩壊書第二部序章」追加
- イベント復刻「崩壊戦記・零」開催
- イベント復刻「星と君が消えた日」開催

### 2022年

#### 1月13日：Ver.5.4「彼岸の銀翼」
- メインストーリー：28章「意志の彼岸」追加
- オープンワールド「後崩壊書第二部」追加

#### 2月24日：Ver.5.5「天元の啓く星」
- イベント「アラハトα」開催
- オープンワールド「後崩壊書第二部」更新
- 5周年イベント開催

#### 4月7日：Ver.5.6「往昔の空夢」
- 古の楽園 第三章追加
- 復刻イベント「神州仙遊記」開催
- 状態異常仕様変更
- 量子多様体追加

#### 5月19日：Ver.5.7「深罪の歌」
- メインストーリー：29章「楽園より」追加
- イベント「断界の残篇」開催
- 復刻イベント「ローズマリーの花詞」開催

#### 6月30日：Ver.5.8「群星の絵巻」
- メインストーリー：30章「英雄たちの葬式」追加
- イベント「絵星の旅」追加
- 復刻イベント「ネオンシティ：天穹」開催
- 新艦長イベントリニューアル

#### 8月11日：Ver.5.9「螺旋の宴」
- メインストーリー：31章「エリシアのために」追加
- イベント「夏の狂想曲・サイドA」開催

#### 9月15日：Ver.6.0「光輝く起源の矢」
- メインストーリー：31章幕間「聖痕計画」追加
- イベント「夏の狂想曲・サイド13」開催
- 原画集配布イベント開催
- （ゲーム外）『メインストーリー第一部最終編 予告PV』[19]公開

#### 10月27日：Ver.6.1「月痕の残り影」
- メインストーリー：32章「世界の果て」追加
- イベント「天穹夜行録」開催

#### 12月8日：Ver.6.2「クロノスの兎」
- メインストーリー：33章「真理の名を以て」追加
- イベント「崩壊救助日誌」開催
- 雷の律者入手イベント開催
- 超限武器条件緩和

### 2023年

#### 1月12日：Ver.6.3「真理のシンフォニー」
- メインストーリー：34章「月の起源と終焉」追加
- イベント「休日のシンフォニー𝄆」開催

#### 2月16日：Ver.キアナ（Ver.6.4）「起源に帰す終焉」
- メインストーリー：第一部終章・35章「そして、明日へ」追加
- イベント「休日のシンフォニー𝄇」開催
- イベント「影の隙間」開催
- 6周年イベント開催
- 起源の律者入手イベント開催
- （ゲーム外）『第1.5部ティザーPV「長空より、海の淵へ」[20]』公開

#### 4月6日：Ver.6.5「熱砂と大冒険」
- メインストーリー：第1.5部前半・36章「長空より」追加
- イベント「キャットタウン大冒険」開催
- イベント「ホームワールドカーニバル」開催

#### 5月18日：Ver.6.6「終雪の夢織人」
- メインストーリー：第1.5部・37章「砂上の塩雪」追加
- イベント「テリリと魔法の旅」
- 「古の楽園」仕様変更

#### 6月29日：Ver.6.7「岐路のはぐれ星」
- メインストーリー：38章「孤塔と零れ星」追加
- イベント「パーフェクトライブ」開催

#### 8月3日：Ver.6.8「踊る生と死」
- メインストーリー：39章「海と人魚姫」追加
- イベント「長い夢が去る前に」開催
- 原画集配布イベント開催[注 12]

#### 9月14日：Ver.6.9「夢切りの明け星」
- メインストーリー：第1.5部後半・40章「常住の七果位」追加
- イベント「赤い月が沈んだ後に」開催
- プロメアコラボ開催

#### 10月26日：Ver.7.0「月の下、紡がれる約束」
- メインストーリー：41章「相継がれし雑染」追加
- イベント「艦長の牧場ファンタジー」開催

#### 12月7日：Ver.7.1「宙渡る絵星者」
- メインストーリー：42章「絶えし天地の道」追加
- イベント「スターボヤージュ・逆襲」開催
- 艦橋UIの大幅変更

### 2024年

#### 1月18日：Ver.7.2「羽ばたく翼、彼方の星へ」
- メインストーリー：「星を見守る月へ」追加
- イベント「ウォーフロンティア」開催

#### 2月29日：Ver.7.3「夢追いの旅路」
- メインストーリー：第二部第1章「百年の孤影」追加
- イベント「海の美食を求めて」開催
- イベント「春の花火大会」開催
- 7周年イベント開催（全サーバー共通）
- ウォーフロンティアの常設化
- 新武器種の追加
- ロゴの変更[21]
- システムの大幅改善
  - 限定補給の天井を変更
  - 武器のシンクロシステムの追加
  - UIの変更
  - 戦闘システムの変更
  - 協力プレイの廃止
  - マウス、キーボードでの操作が最適化
  - その他大幅な修正、追加、廃止
- （ゲーム外）公式サイトリニューアル

#### 4月25日：Ver.7.4「狂宴への誘い」
- メインストーリー：第二部第2章「迷宮の中の七術」 追加
- イベント「甌夏へ飛べ！」開催

#### 6月6日：Ver.7.5「滅罪の影追い人」
- メインストーリー：第二部第3章「予告された犯罪の記憶」追加
- イベント「影追いの夜」開催

#### 7月25日：Ver.7.6「夢醒めの暁に」
- メインストーリー：第二部第3章幕間「一人の夢遊病者の苦しみ」追加
- イベント「天命のお仕事ガイド」開催
- イベント「デュオバトル」開催

#### 9月5日：Ver.7.7「夢現の迷い路」
- メインストーリー：第二部第4章「誰ぞ見つめる迷い岸」追加
- イベント「夢より生まれて」開催

9月14日
Ver.7.9にて崩壊:スターレイルコラボが行われることが発表された。同日に公開された画像にて崩壊:スターレイルより星/穹（主人公）が登場していることが確認できる。

#### 10月17日：Ver7.8「在りし星の過去へ」
- メインストーリー：第二部第5章「最初と最後の戦争」追加
- イベント「荒野育成手記」開催
- イベント「シークレットカーニバル2024・星降るホラーナイト」開催
- 一部コンテンツの一括完了機能の追加

10月29日
崩壊スターレイルコラボティザーPV『競演』公開。

#### 11月28日：Ver.7.9「トリック×トリック」
- メインストーリー：第二部第6章「沈黙の影に悲鳴は響かず」追加

- 崩壊：スターレイルコラボ開催
- コラボイベント「崩壊：愚者カード・解」開催
- イベント「ファーニーカードクラブ」開催
- 人の律者入手イベント開催
- ウォーフロンティア一括完了機能追加
- 設備ロック機能の追加[注 13]

### 2025年

#### 1月9日：Ver.8.0「願い拓く天光」
- メインストーリー：第二部第7章「願いの花束を抱いて」追加
- イベント「カウントダウン：良き夢の始まり」開催
- 帰還・初心者システム調整
  - 帰還基金において、入手できるアイテムの変更。
  - 成長基金において、レベル40に入手できるキャラカードが「真我・人の律者」へと変更。
  - 初回チャージを行うと特定のキャラカードから一体選択して入手可能に。

#### 2月20日：Ver.8.1「祈り導く初太鼓」
- メインストーリー：第二部第7章幕間「神に祈る処あらず」追加
- イベント「コンティニュー：お祭りと新たな願い」開催
- イベント「祭典チャットルーム2025」開催
- 8周年イベント開催（全サーバー共通）

#### 4月24日：Ver.8.2「雲上闊歩」
- メインストーリー：第二部第8章「空へと繋がる道」追加
- イベント「翔べ！スペースレンジャー」開催
- イベント「雲津百味記」開催
- ボーナスイベント「小さな助っ人！」開催
- 作戦標章の調整

#### 6月26日：Ver.8.3「交差する時の残光」
- メインストーリー：第二部第9章「今日で運命が終わるなら」追加
- イベント「星間巡行:葬星の地」開催
- イベント「出発！祝福と願いの旅へ」開催
- イベント「人生シミュレーション計画」開催

#### 8月21日：Ver.8.4「運命に逆らう輝星」
- メインストーリー：第二部第9章幕間「星々は今も輝き続ける」追加
- イベント「集合！夏と友情の楽園へ」開催

## 開発

### ビジュアル
本作のキャラクターは、Unityを用いたトゥーンレンダリングで描かれており、日本のアニメや漫画で見られる髪のハイライトの部分はモデルに書き込むのではなく、リアルタイムでの処理が行われた。

### 評価
4Gamer.netのH.Hは少ないボタン数で操作できる点や道中とボス戦とのメリハリの良さや、美麗なグラフィックについて肯定的な評価を寄せており、「海外産のゲームでありながら、日本のアニメやゲームに対する大きなリスペクトを感じた」と述べている。

## メディア展開

### テレビアニメ
『戦乙女の食卓』（ヴァルキリーのしょくたく）が、BS日テレにて2020年7月8日から9月9日まで6分枠のショートアニメとして放送された。全10話。
第2期『戦乙女の食卓II』（ヴァルキリーのしょくたくツー）が、BS日テレにて2021年7月19日から9月6日までショートアニメとして放送された。1話約8分・全8話。

#### スタッフ
|                      | 第1期                          | 第2期                          |
| -------------------- | ------------------------------ | ------------------------------ |
| 原作                 | miHoYo                         | miHoYo                         |
| 監督                 | 武市直子、孙猛                 | 武市直子、孙猛                 |
| キャラクターデザイン | 下地彩加                       | nuki、袁森茂                   |
| 総作画監督           | 下地彩加                       | 西田美弥子、鈴木春香           |
| 料理作画監督         | 小澤和則                       | 孙猛                           |
| 美術監督             | 細井友保                       | 成瑩                           |
| 色彩設計             | 小針裕子                       | 艾悠悠                         |
| 撮影監督             | 蒲原有子                       | 竹花祐介                       |
| 音響監督             | 土屋雅紀                       | 郭川                           |
| 音楽                 | HOYO-MiX                       | HOYO-MiX                       |
| プロデューサー       | 孙猛、潘加贝、陆星程、吉田昇央 | 孙猛、潘加贝、陆星程、吉田昇央 |
| アニメーション制作   | miHoYoAnime                    | miHoYoAnime                    |
| アニメーション制作   | 震雷動畫、BLADE                |                                |

#### 主題歌
「Taste of home」
キアナ・カスラナ（釘宮理恵）、雷電芽衣（沢城みゆき）、ブローニャ・ザイチク（阿澄佳奈）、無量塔姫子（田中理恵）による第1期オープニングテーマ。作詞はLuna SafariとMilia、作曲・編曲・ミックスはLuna Safari。第2話ではキアナ・カスラナ、ジークフリート・カスラナ（関智一）によるバージョンを使用。
「Lil’ Dash of Love」
インスツルメンタルの第1期エンディングテーマ。作曲・編曲・ミックスはLuna Safari。
「私の天命」
ロザリア・アリーン（古賀葵）、リリア・アリーン（芹澤優）による第2期オープニングテーマ。
「あなたとの約束」
テレサ・アポカリプス（田村ゆかり）による第2期エンディングテーマ。作詞・作曲・編曲Luna Safari。ミックスは龚骏。
「きっと、また未来で」
キアナ・カスラナ（釘宮理恵）、雷電芽衣（沢城みゆき）、ブローニャ・ザイチク（阿澄佳奈）、無量塔姫子（田中理恵）、テレサ・アポカリプス（田村ゆかり）による第2期第8話挿入歌。作詞は冥鳳、作曲・編曲・ミックスはLuna Safari。

#### 各話リスト
| 話数   | サブタイトル                     | 絵コンテ     | 演出      | 作画監督                            | 初放送日       |       |       |       |       |       |       |       |       |       |       |       |       |       |       |       |       |       |       |       |
| 第1期  | 第1期                            | 第1期        | 第1期     | 第1期                               | 第1期          | 第1期 | 第1期 | 第1期 | 第1期 | 第1期 | 第1期 | 第1期 | 第1期 | 第1期 | 第1期 | 第1期 | 第1期 | 第1期 | 第1期 | 第1期 | 第1期 | 第1期 | 第1期 | 第1期 |
| ------ | -------------------------------- | ------------ | --------- | ----------------------------------- | -------------- | ----- | ----- | ----- | ----- | ----- | ----- | ----- | ----- | ----- | ----- | ----- | ----- | ----- | ----- | ----- | ----- | ----- | ----- | ----- |
| 第1話  | 思い出のボルシチ                 | 武市直子     | 武市直子  | 永田正美                            | 2020年 7月8日  |       |       |       |       |       |       |       |       |       |       |       |       |       |       |       |       |       |       |       |
| 第2話  | 焦げたピザトースト               | 沖田宮奈     | 武市直子  | 永田正美                            | 7月15日        |       |       |       |       |       |       |       |       |       |       |       |       |       |       |       |       |       |       |       |
| 第3話  | 食べ足りないクリームシチュー     | 沖田宮奈     | 武市直子  | 永田正美                            | 7月22日        |       |       |       |       |       |       |       |       |       |       |       |       |       |       |       |       |       |       |       |
| 第4話  | ごく普通の牛肉の醤油煮込み       | アミノテツロ | 武市直子  | 三橋桜子                            | 7月29日        |       |       |       |       |       |       |       |       |       |       |       |       |       |       |       |       |       |       |       |
| 第5話  | 思い描いたラーメン               | アミノテツロ | 武市直子  | 永田正美                            | 8月5日         |       |       |       |       |       |       |       |       |       |       |       |       |       |       |       |       |       |       |       |
| 第6話  | 甘いフライドチキン               | 武市直子     | 武市直子  | 手島勇人                            | 8月12日        |       |       |       |       |       |       |       |       |       |       |       |       |       |       |       |       |       |       |       |
| 第7話  | 自分の為の餃子                   | 孙猛         | 武市直子  | 武市直子                            | 8月19日        |       |       |       |       |       |       |       |       |       |       |       |       |       |       |       |       |       |       |       |
| 第8話  | 温かいおむすび                   | 沖田宮奈     | 武市直子  | 三橋桜子 手島勇人                   | 8月26日        |       |       |       |       |       |       |       |       |       |       |       |       |       |       |       |       |       |       |       |
| 第9話  | サマービーチバーベキュー（前編） | 武市直子     | 武市直子  | 永田正美                            | 9月2日         |       |       |       |       |       |       |       |       |       |       |       |       |       |       |       |       |       |       |       |
| 第10話 | サマービーチバーベキュー（後編） | 武市直子     | 武市直子  | 手島勇人                            | 9月9日         |       |       |       |       |       |       |       |       |       |       |       |       |       |       |       |       |       |       |       |
| 第2期  |                                  |              |           |                                     |                |       |       |       |       |       |       |       |       |       |       |       |       |       |       |       |       |       |       |       |
| 第1話  | 逢魔が時の桜酒                   | 武市直子     | 武市直子  | 鈴木春香 山﨑香                     | 2021年 7月19日 |       |       |       |       |       |       |       |       |       |       |       |       |       |       |       |       |       |       |       |
| 第2話  | 完璧のフォンダンショコラ         | 武市直子     | 武市直子  | 志賀道憲 西田美弥子                 | 7月26日        |       |       |       |       |       |       |       |       |       |       |       |       |       |       |       |       |       |       |       |
| 第3話  | 組み合わせ自由のタパス           | 武市直子     | 武市直子  | 飯飼一幸 山﨑香                     | 8月2日         |       |       |       |       |       |       |       |       |       |       |       |       |       |       |       |       |       |       |       |
| 第4話  | お好みナチョス                   | 武市直子     | 武市直子  | 西田美弥子 原田峰文 志賀道憲 山﨑香 | 8月9日         |       |       |       |       |       |       |       |       |       |       |       |       |       |       |       |       |       |       |       |
| 第5話  | 生まれ変わったさくらんぼジャム   | 陆奇         | 陆奇      | 袁森茂                              | 8月16日        |       |       |       |       |       |       |       |       |       |       |       |       |       |       |       |       |       |       |       |
| 第6話  | 二人の海鮮スープ                 | 孙猛         | 孙猛 陆奇 | 程震雷                              | 8月23日        |       |       |       |       |       |       |       |       |       |       |       |       |       |       |       |       |       |       |       |
| 第7話  | 春、不老                         | 孙猛         | 孙猛 陆奇 | 袁森茂 程震雷                       | 8月30日        |       |       |       |       |       |       |       |       |       |       |       |       |       |       |       |       |       |       |       |
| 第8話  | 夏の終わり、舞台とロールキャベツ | 陆奇         | 孙猛 陆奇 | 程震雷 王祎 山﨑香                  | 9月6日         |       |       |       |       |       |       |       |       |       |       |       |       |       |       |       |       |       |       |       |

#### 放送局
| 放送期間                                                       | 放送時間                                                                    | 放送局   | 対象地域 | 備考                            |
| -------------------------------------------------------------- | --------------------------------------------------------------------------- | -------- | -------- | ------------------------------- |
| 2020年7月8日 - 9月9日（第1期） 2021年7月19日 - 9月6日（第2期） | 水曜 0:28 - 0:34（火曜深夜）（第1期） 月曜 0:30 - 0:45（日曜深夜）（第2期） | BS日テレ | 日本全域 | BS放送 / 『アニメにむちゅ〜』枠 |

### ショートアニメーション

#### 人形学園
スピンオフショートアニメ『人形学園』が、2022年1月22日より、公式YouTubeチャンネルにて配信された。全10話。

##### スタッフ
- 原作：miHoYo
- 監督：周半癫
- プロデューサー：赵真
- 脚本：补课i、火星
- キャラクターデザイン：庄君达、盛世杰、Quiescence
- 作画監督：黄申红
- 音響監督：白崎恵理（アトミックモンキー）
- アフレコ演出：土屋雅紀
- 音響製作：アトミックモンキー
- 音声ミックス：Alice工坊
- 収録スタジオ：ビデオテック南青山スタジオ・サウンドインスタジオ
- 音楽：HOYO-MiX（miHoYo）
- アニメーション製作：绘梦想

##### 主題歌
「チビちゃん」
Hanserによるオープニングテーマ。作詞はHanser、作曲・編曲・ミックスは文馳。歌詞翻訳は陸静怡、井上拓郎。
「Elf Fantasy」
エンディングテーマ。作曲・編曲・ミックスは文馳。

##### 各話リスト
| 話数 | サブタイトル                                           | 絵コンテ           | 配信日         |
| ---- | ------------------------------------------------------ | ------------------ | -------------- |
| #1   | クラスメートが中二病だったらどうする？                 | 赵真 周半癫        | 2022年 1月22日 |
| #2   | お姉ちゃんが留守だったらどうする？                     | 赵真 周半癫        | 1月29日        |
| #3   | お姉ちゃんが魔法少女だったらどうする？                 | 赵真 周半癫        | 2月5日         |
| #4   | 女王様が他の人に取られたらどうする？                   | 赵真 周半癫        | 2月12日        |
| #5   | 武の達人に道を聞かれたらどうする？                     | 赵真 周半癫        | 2月18日        |
| #6   | 学園に巨大ロボ現れたらどうする？                       | 赵真 周半癫        | 2月26日        |
| #7   | 旅行で迷子になって目的地が分からなくなったらどうする？ | 赵真 周半癫        | 3月5日         |
| #8   | うっかり超凄い先輩を召喚したらどうする？               | 赵真 周半癫 施迪星 | 3月12日        |
| #9   | 不可抗力で学園が廃校になったらどうする？               | 赵真 周半癫 施迪星 | 3月19日        |
| #10  | アイドルになって学園を救いたかったらどうする？         | 赵真 周半癫        | 3月26日        |

#### 公式ショートアニメ
ゲーム内のストーリー内に挟まれる数分程度のアニメ。メインストーリの一部であるものがほとんどであるが、振り返りムービーなども含まれる。一部アニメーションはタイトルが存在しない。また、ゲーム内以外にも公式YouTubeや公式X（旧Twitter）でも視聴することが可能である。
- Reburn
- Will of the Herrscher
- 最後の授業
- Angel Refactoring
- チャプターXI-EX
- ブローニャ
- チャプターXII
- 天穹の流星
- チャプターXV
- 罪人の挽歌
- 帰還
- 崩壊回顧録
- 渡世
- 永遠なる薪炎
- Reburn:II
- 前黙示録
- アポカリプスはこう語った
- あなたのためにある物語
- 楽園のある日々のあれこれ
- 再会
- メインストーリー回想録
- 超越
- 卒業旅行
- あなたと私
- 海が炎の声で歌っている
- 御影七術、一法に帰す(中文版)

### テーマソング
ゲーム内に収録されているものを表記する。製作はHOYO-MIX。
- 「Reburn」(歌：茶理理）
- 「Befall」(歌：尚雯婕)
- 「崩壊世界の歌姫」(歌：小林未郁)
- 「Girl Inside」(歌：小林未郁)
- 「千年の羽」(歌：小林未郁)
- 「Nightglow」(歌：Tanya Chua(蔡健雅))
- 「Cyberangel」(歌：Hanser)
- 「Dual-Ego」(歌：Sa Dingding(薩頂頂))
- 「Starfall」(歌：Tia Ray(袁娅维))
- 「Oaths」(歌：Gary Sun(孙晔)・Marblue(三无MarBlue))
- 「崩壊世界の歌姫(Movie Ver.)」(歌：小林未郁)
- 「Rubia」(歌：Zhou Shen(周深))
- 「Moon Halo」(歌：茶理理・TetraCalyx・Hanser)
- 「Oracle」(歌：Wink XY (黄霄雲))
- 「Regression」(歌：阿云嘎（AYANGA）)
- 「TruE」(歌：黄龄)
- 「Da Capo」(歌：车子玉Ziyu Che(HOYO-MiX))
- 「Φ²」(歌：TetraCalyx(HOYO-MiX))

### 配信楽曲
一部例外を除いて、YouTube MusicやSpotifyなどで配信されており、主にHOYO-MIXから配信されている。ゲーム内で使用されている楽曲をすべて含む。
| 一覧                                                                             | 一覧           | 一覧   | 一覧                                                                 |
| タイトル                                                                         | リリース日     | 収録数 | 備考                                                                 |
| -------------------------------------------------------------------------------- | -------------- | ------ | -------------------------------------------------------------------- |
| 崩坏3 (Original Motion Picture Soundtrack)                                       | 2017年4月13日  | 27曲   |                                                                      |
| 崩坏3-Impact- Original Soundtrack                                                | 2018年1月19日  | 30曲   | 崩坏3 (Original Motion Picture Soundtrack)に3曲追加されたもの。      |
| 崩坏3-Onwards-Original Soundtrack                                                | 2018年12月21日 | 30曲   |                                                                      |
| 崩坏3「女武神的餐桌」Original Soundtrack                                         | 2019年6月28日  | 4曲    |                                                                      |
| Cyberangel                                                                       | 2019年7月10日  | 2曲    | シングル曲。崩壊3rd本編11章にて使用されている。                      |
| Dual-Ego                                                                         | 2019年10月12日 | 2曲    | シングル曲。崩壊3rd本編12章にて使用されている。                      |
| Starfall                                                                         | 2020年2月28日  | 2曲    | シングル曲。崩壊3rd本編14章にて使用されている。                      |
| 崩坏3-后崩坏书-Original Soundtrack                                               | 2020年4月17日  | 18曲   |                                                                      |
| Honkai Impact 3rd - Review (Original Soundtrack)                                 | 2020年7月3日   | 26曲   |                                                                      |
| Honkai Impact 3rd - 「Cooking with Valkyries II」 (Original Soundtrack)          | 2020年7月18日  | 4曲    |                                                                      |
| Rubia (Honkai Impact 3rd Impressions)                                            | 2021年1月29日  | 2曲    | シングル曲。崩壊3rd本編22章にて使用されている。                      |
| Yesterday (Honkai Impact 3rd Original Soundtrack)                                | 2021年2月8日   | 39曲   |                                                                      |
| Alive (Honkai Impact 3rd Original Soundtrack)                                    | 2021年2月9日   | 36曲   |                                                                      |
| Moon Halo (Honkai Impact 3rd "Everlasting Flames" Animated Short Theme)          | 2021年7月9日   | 2曲    | シングル曲。崩壊3rd本編25章にて使用されている。                      |
| Honkai Impact 3rd ELF Academy (Original Soundtrack)                              | 2021年7月11日  | 3曲    |                                                                      |
| Regression (Honkai Impact 3rd "Thus Spoke Apocalypse" Animated Short Theme Song) | 2022年1月21日  | 2曲    | シングル曲。崩壊3rd本編28章にて使用されている。                      |
| Paradox (Honkai Impact 3rd Original Soundtrack)                                  | 2022年2月2日   | 40曲   |                                                                      |
| Honkai Impact 3rd - A Post-Honkai Odyssey 2 (Original Soundtrack)                | 2022年2月17日  | 20曲   |                                                                      |
| ELYSIUM (崩壊3rd Original Soundtrack)                                            | 2022年8月6日   | 36曲   |                                                                      |
| TruE (崩壊3rd公式アニメ「あなたのためにある物語」テーマソング)                   | 2022年8月13日  | 3曲    | シングル曲。崩壊3rd本編31章にて使用されている。                      |
| 終焉を越えた日に(崩壊3rd Original Soundtrack)                                    | 2023年3月2日   | 42曲   |                                                                      |
| 海の指先で (崩壊3rd Original Soundtrack)                                         | 2023年7月14日  | 20曲   |                                                                      |
| 星の彼方で (崩壊3rd Original Game Soundtrack)                                    | 2024年2月2日   | 20曲   |                                                                      |
| No ceiling(崩壊3rd Original Game Soundtrack)                                     | 2024年2月19日  | 2曲    | シングル曲。セナディアpvで使用された。ゲーム内では使用されていない。 |
| 過ぎ去りし時の海で（崩壊3rd Original Soundtrack）                                | 2024年6月13日  | 27曲   |                                                                      |
| 失われた星の夢と嘆き(崩壊3rd Original Soundtrack)                                | 2025年1月29日  | 40曲   | 崩壊スターレイルとのコラボpv「競演」で使用された曲も収録。           |

### 漫画
本国公式にて無料公開されている。長らく日本語に翻訳されていなかったため有志による翻訳がされていたが、現在は公式によって翻訳がされている。本編は3章まで白黒、4章からフルカラーで描かれる。主にゲーム本編では触れられなかった話が描かれている。ゲーム本編に繋がる話やゲーム本編の話も含まれる。

### 注
1. ↑  2024年04月25日に配信されたVer.7.4から、Mac App StoreからiOS版の崩壊3rdが利用可能となった。
2. ↑  現代の律者が人間性を保てているのは前文明エリシアのおかげであり、その人間性そのものが第零律者の権能であるため、現代のすべての律者は第零律者でもある。
3. ↑  ブローニャ・ザイチクが羽化(覚醒)し成った律者。
4. ↑  古の楽園にてエリシアに成り代わったが、のちに復活したエリシアによって討伐される。
5. ↑  前文明にて、エリシアが第十三律者だと語ったが実はエリシアの嘘であり、本当は第零律者であった。
6. ↑  前文明と現文明では英名が異なり前文明が「Herrscher of the End」、現文明が「Herrscher of Finality」となる。
7. ↑  終焉の繭より強引に権能を奪った。
8. ↑  ヴィタにより命名された
9. ↑  「婆」に対抗するために人為的に作られた律者のため固有世界の律者とは別物。
10. ↑  正確には現文明におけるゼーレのもう一つの人格。
11. ↑  崩壊3rd公式漫画「異郷編」、崩壊3rd本編38章にて登場。他の惑星で覚醒した律者のコアを使用して作られている。また、異界の存在であるため「外の鍵」と名付けられた。
12. ↑  前回同様特定のアイテムを一定数集めるとゲーム内で交換できるようになり、現物が指定の住所へ届く。数量は先着8000名。しかし、前回と違い事後販売がされない。
13. ↑  新たな端末でログインし、装備や聖痕などを分解する際に設備パスワードの入力を求めることができるようになるセキュリティ機能。